# 第二寝屋川
第二寝屋川（だいにねやがわ）は、大阪府を流れる淀川水系の一級河川。

## 地理
大阪府八尾市福万寺町北6丁目の恩智川治水緑地付近で恩智川から直角に分かれ、東大阪市との市境を成しながら西流。東大阪市玉串元町で玉串川が南から合流する。中央環状線が迫る東大阪市若江南町で、南方からの楠根川を併せ北西流に転じる。ここからは東大阪市中西部を斜めに横断し、大阪市鶴見区のJR放出駅に至って再び西へ向きを変える。
城東区で長瀬川が南から合流した後に城東運河が南北に交差し、また平野川が南から合流してくる。程なく大阪環状線をくぐり大阪ビジネスパークの南をかすめた後、中央区の大阪城外堀の北側で寝屋川に合流する。その寝屋川も、合流点から約500mで旧淀川（大川）に流れ込む。なお、第二寝屋川が開削されるまでは寝屋川との合流点までが平野川とされており、大阪城公園駅北方の橋の名称は現在も「平野川橋梁」のままである。
水源（起点）である恩智川からの分派点では背の低い護岸とラバーダムにより恩智川と仕切られており、恩智川の河水は増水時にのみ流れ込む仕組みとなっている。そういう意味では実質的な水源は玉串川といえる。

## 流域の自治体
大阪府
八尾市、東大阪市、大阪市鶴見区、城東区、中央区

## 歴史

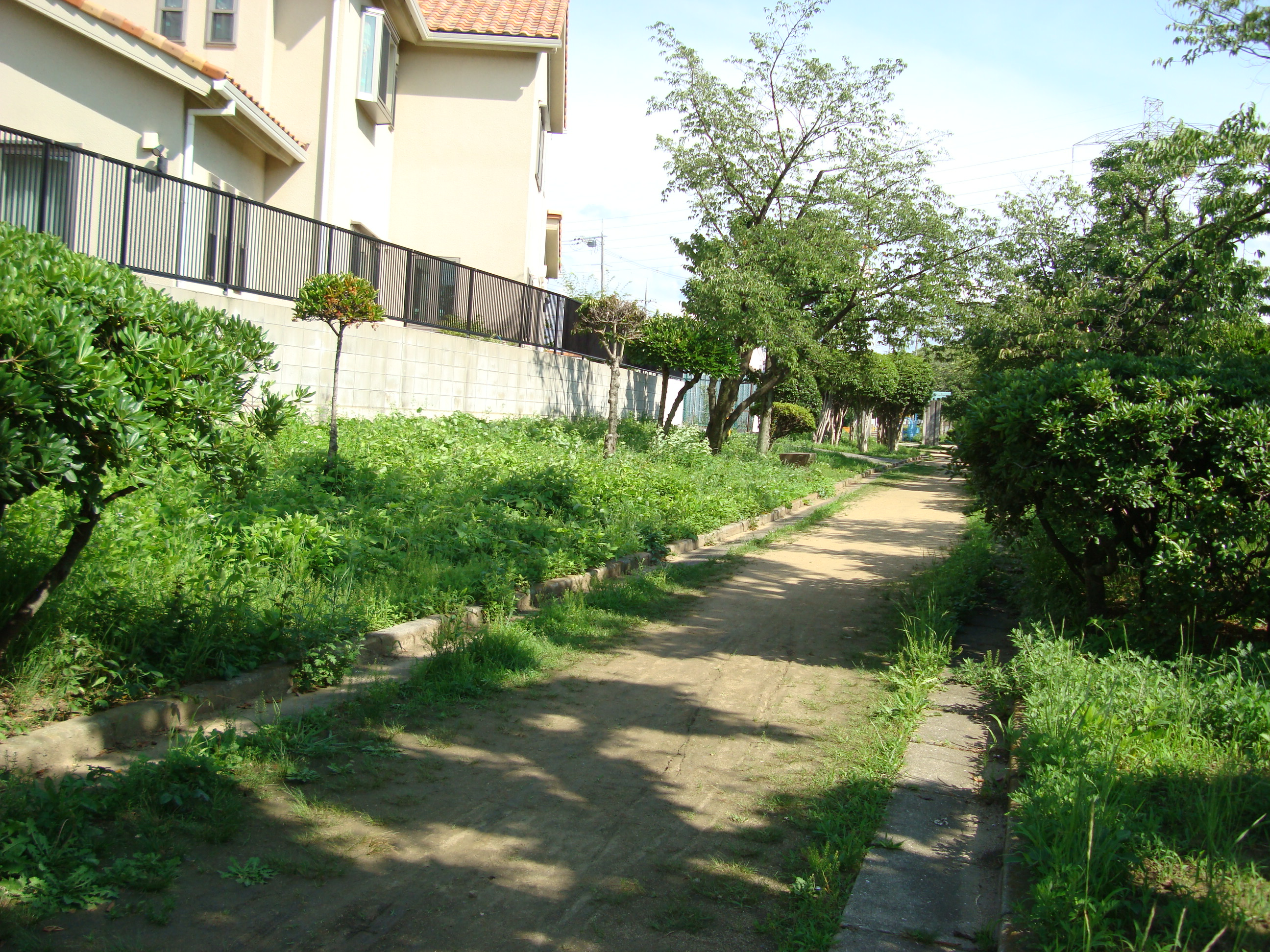
東大阪市藤戸小そばの楠根川緑地

東大阪市・八尾市境の東西にまっすぐな流域 および 大阪市城東区内の長瀬川合流地点から平野川合流地点までは、寝屋川・恩智川の水害対策として1969年（昭和44年：竣工年）に開削された新しい流域である。楠根川の合流点以北、寝屋川合流地点までは、かつては楠根川と呼ばれていたが、開削・付け替え・拡張に伴い、第二寝屋川に編入され、旧河川域は埋め立てられた。
※ 治水工事開始以前については楠根川を参照のこと。
- 1954年：工事着工
- 1969年：付け替え、開削工事完成

## 環境

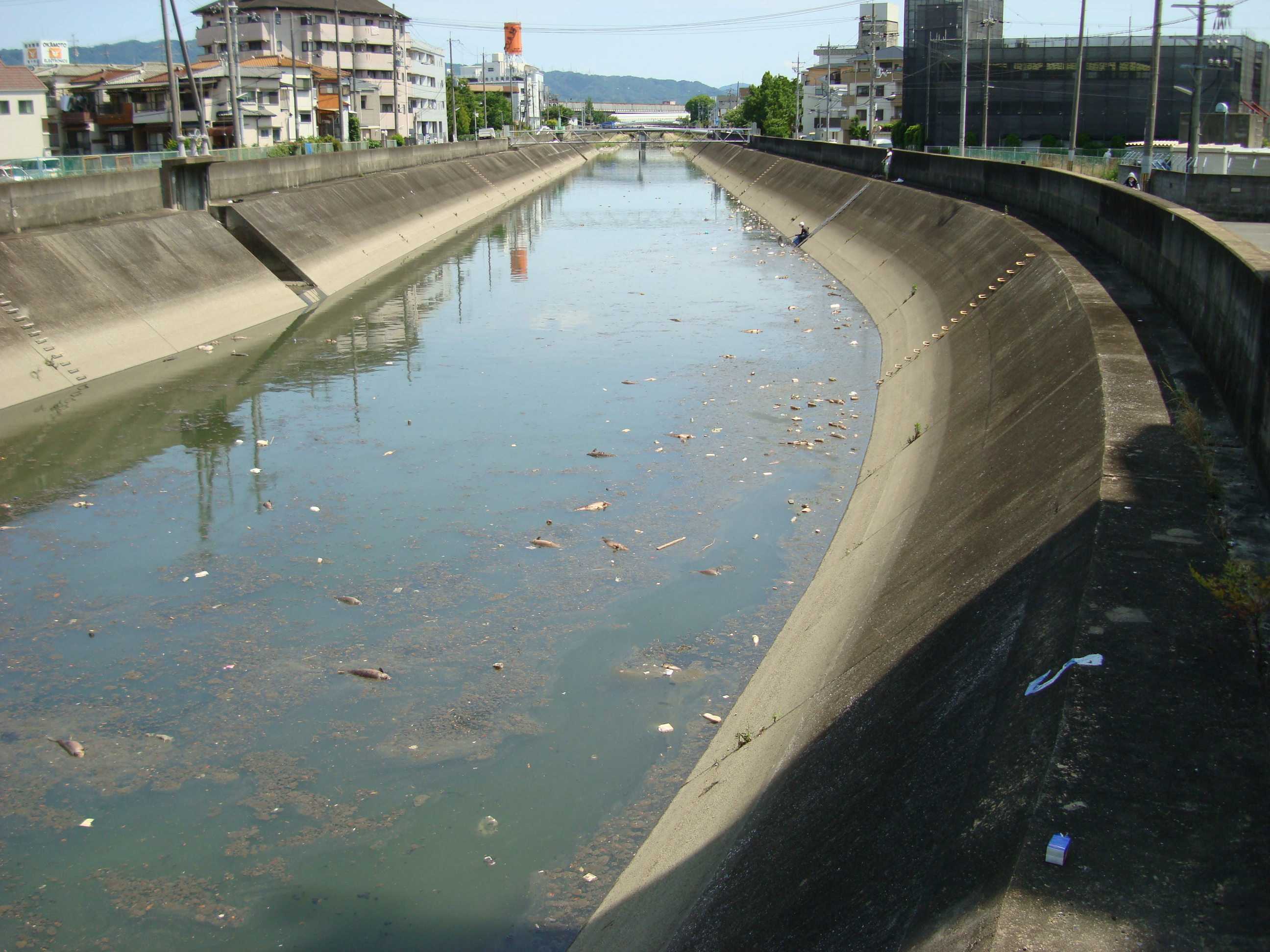
東大阪市玉川橋より上流を撮影。ゴミや油が浮き、鯉の死骸が大量に浮いている。2017年6月3日撮影。

流域が住宅・工場の密集地帯であることから、寝屋川などと共に水質汚濁が問題となっている。

## 橋梁
上流より記載
- 萬右衛門橋
- 新沢橋
- 玉福橋
- 受堤橋
- 三野郷橋
- (玉串川合流)
- 玉串橋
- 高砂橋
- 石塚橋
- 久保橋
- 東木村橋
- 木村橋
- 西木村橋
- 八幸橋
- 本町橋
- 博養橋
- 山我橋
- (楠根川合流)
- 沢之川橋
- 巨摩橋
- 大阪中央環状線交差
- 近畿自動車道交差
- 宮後橋
- 桜橋
- 玉川橋
- 近鉄奈良線交差
- 市道との交差（橋梁名不明）
- 新田大橋
- 五百石大橋
- 新御厨橋
- 新御厨北大橋
- 新御厨中橋
- 長田橋
- 楠根橋
- 西堤大橋
- 阪神高速13号東大阪線交差
- 川俣大橋
- 川中大橋
- 新楠根大橋
- 丸屋大橋
- 新金吾郎橋
- 金吾郎橋
- JRおおさか東線交差
- 昭明橋
- 古大和橋
- 放出駅東橋
- (長瀬川合流)
- 阪東小橋
- 阪東大橋
- 専永小橋
- 専永橋
- 新永小橋
- 新永橋
- (城東運河交差)
- 天一橋
- 天二橋
- 城運橋
- 新運橋
- 新開橋
- 鴫東橋
- 地下鉄今里筋線交差
- 鴫野橋
- 上城見橋
- 新城見橋
- (平野川合流)
- 下城見橋
- JR大阪環状線交差
- 弁天橋
- 地下鉄長堀鶴見緑地線交差
- 大阪城新橋
- 新鴫野橋

## ギャラリー

### 恩智川分岐～楠根川合流

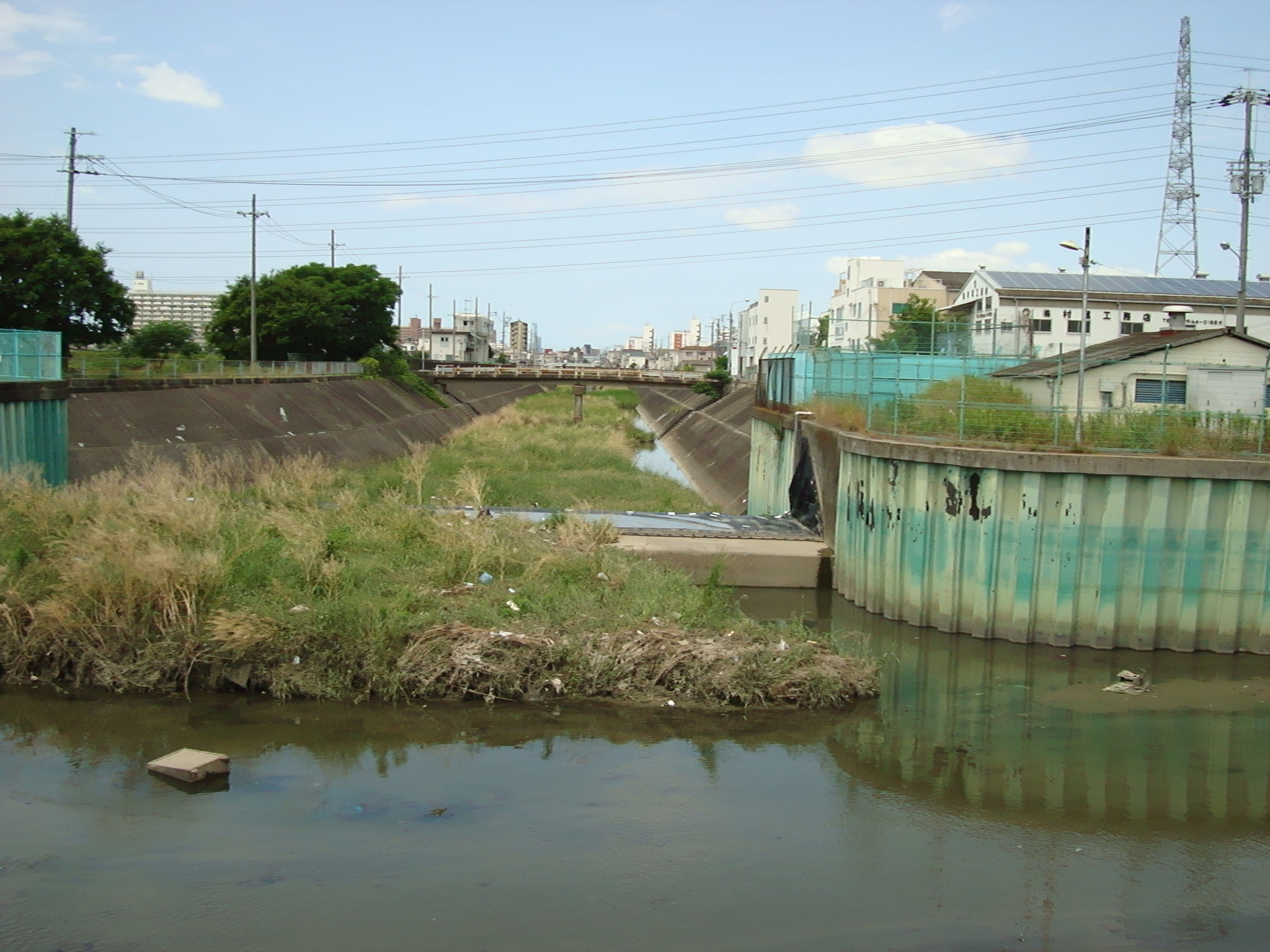
手前左から右に向けて流れるのが恩智川。ラバーダムで仕切られている奥が第二寝屋川。増水時のみ第二寝屋川に水が流れ込むようになっている。
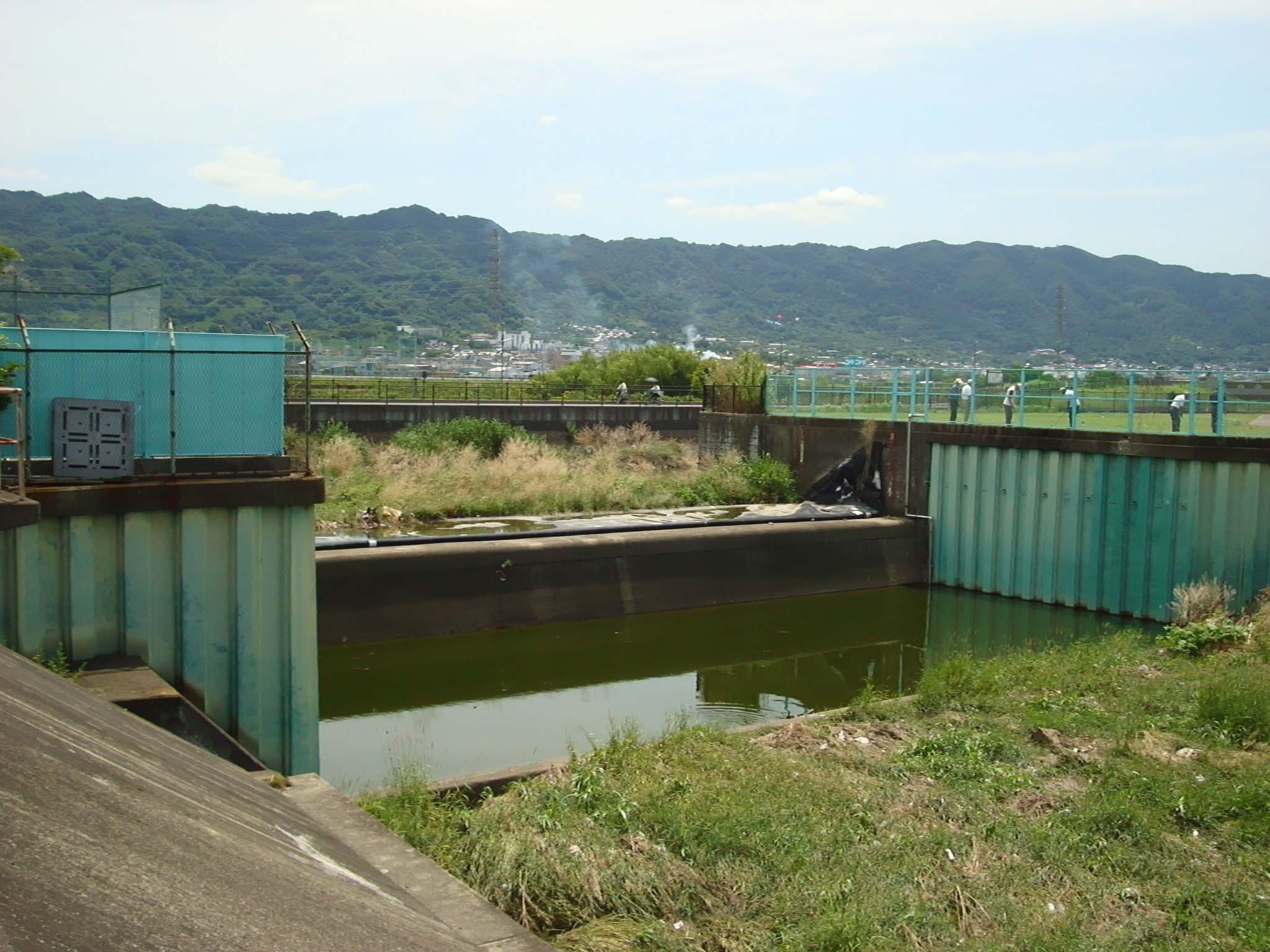
第二寝屋川側よりラバーダムを望む。
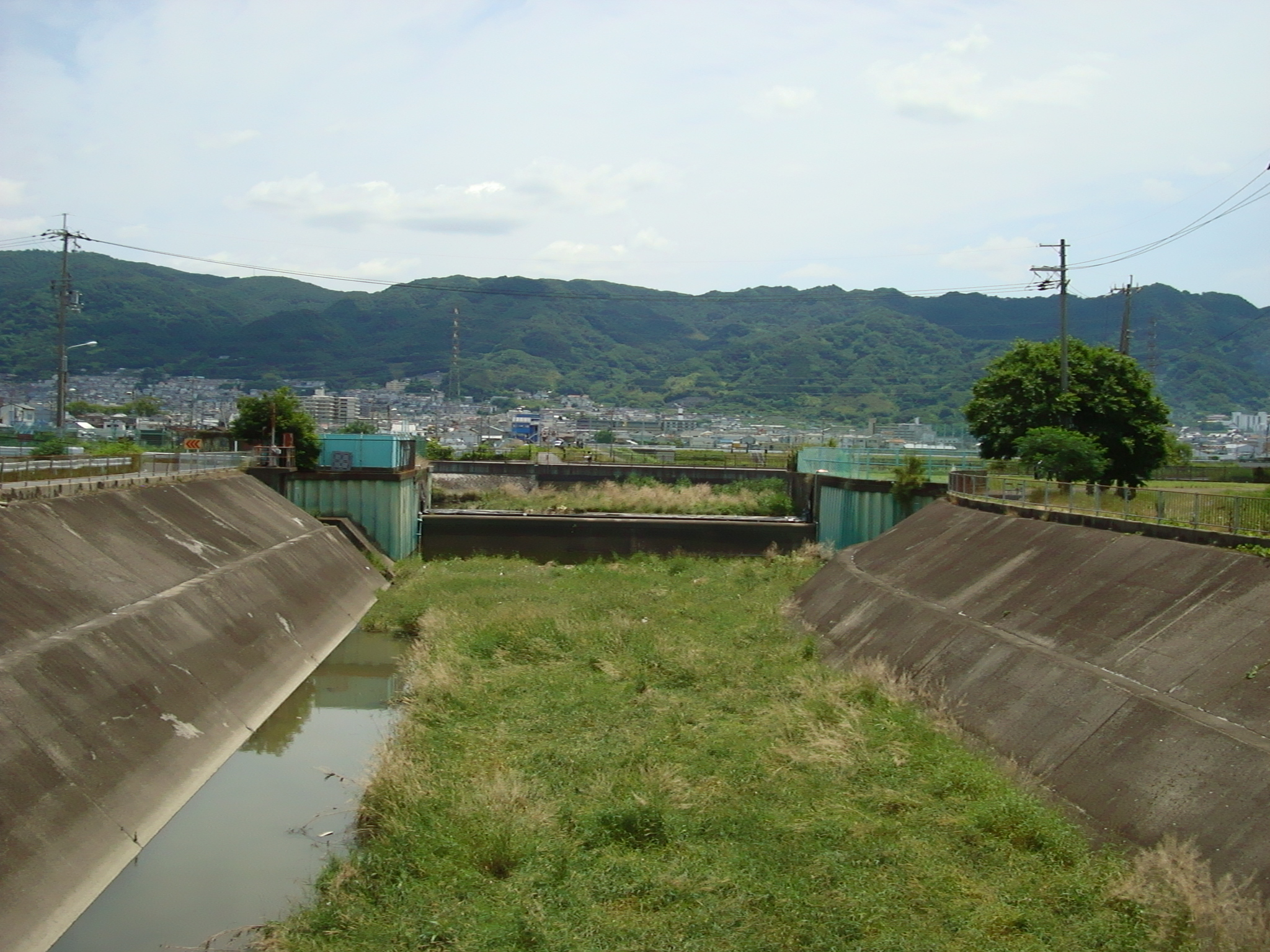
第二寝屋川最初の橋である萬右衛門橋より上流のラバーダムを望む。
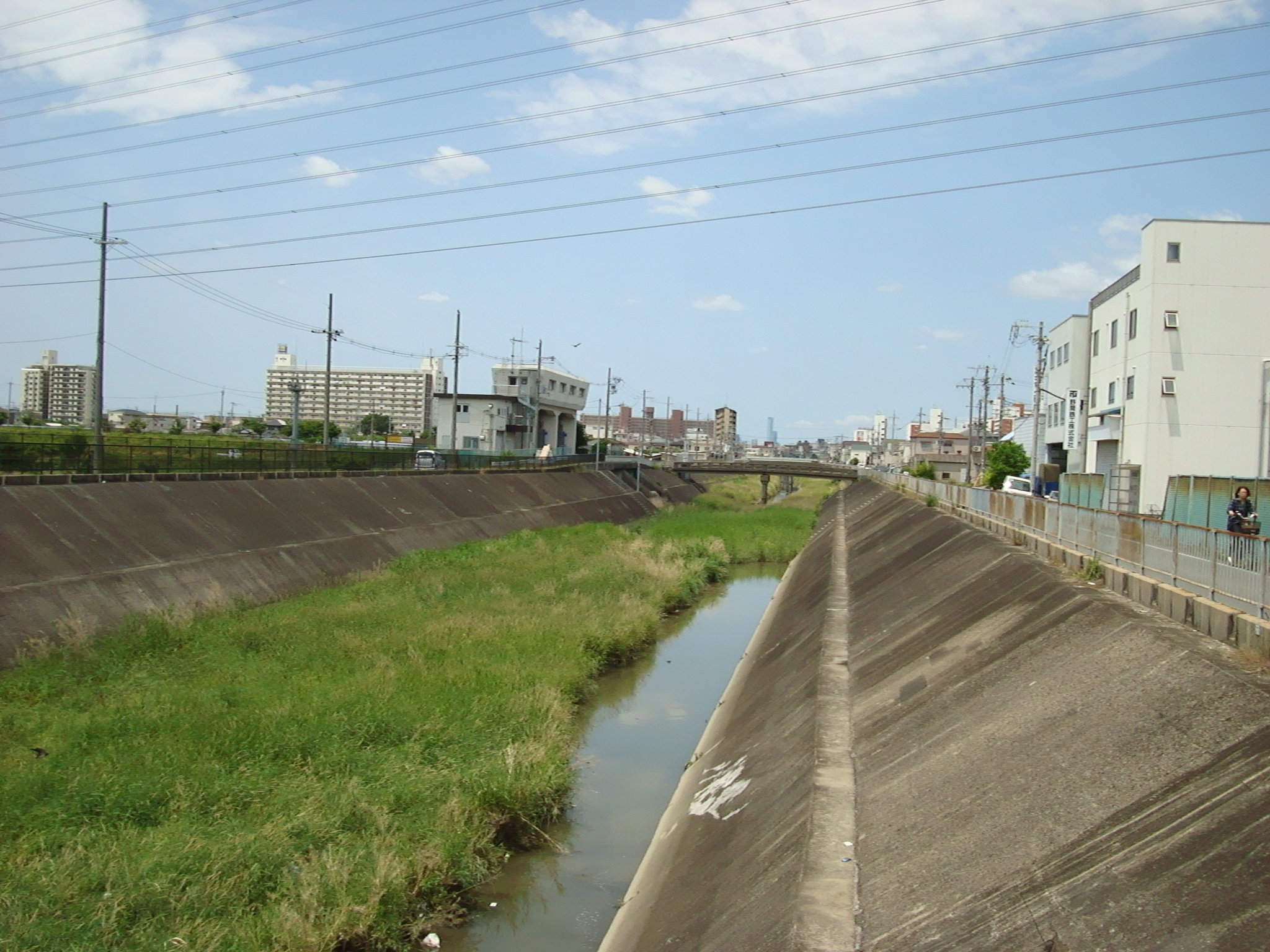
第二寝屋川萬右衛門橋より下流を望む。左岸には福万寺町市民運動広場内の調整池との合流門が見える。一番手前に見える橋は新沢橋。
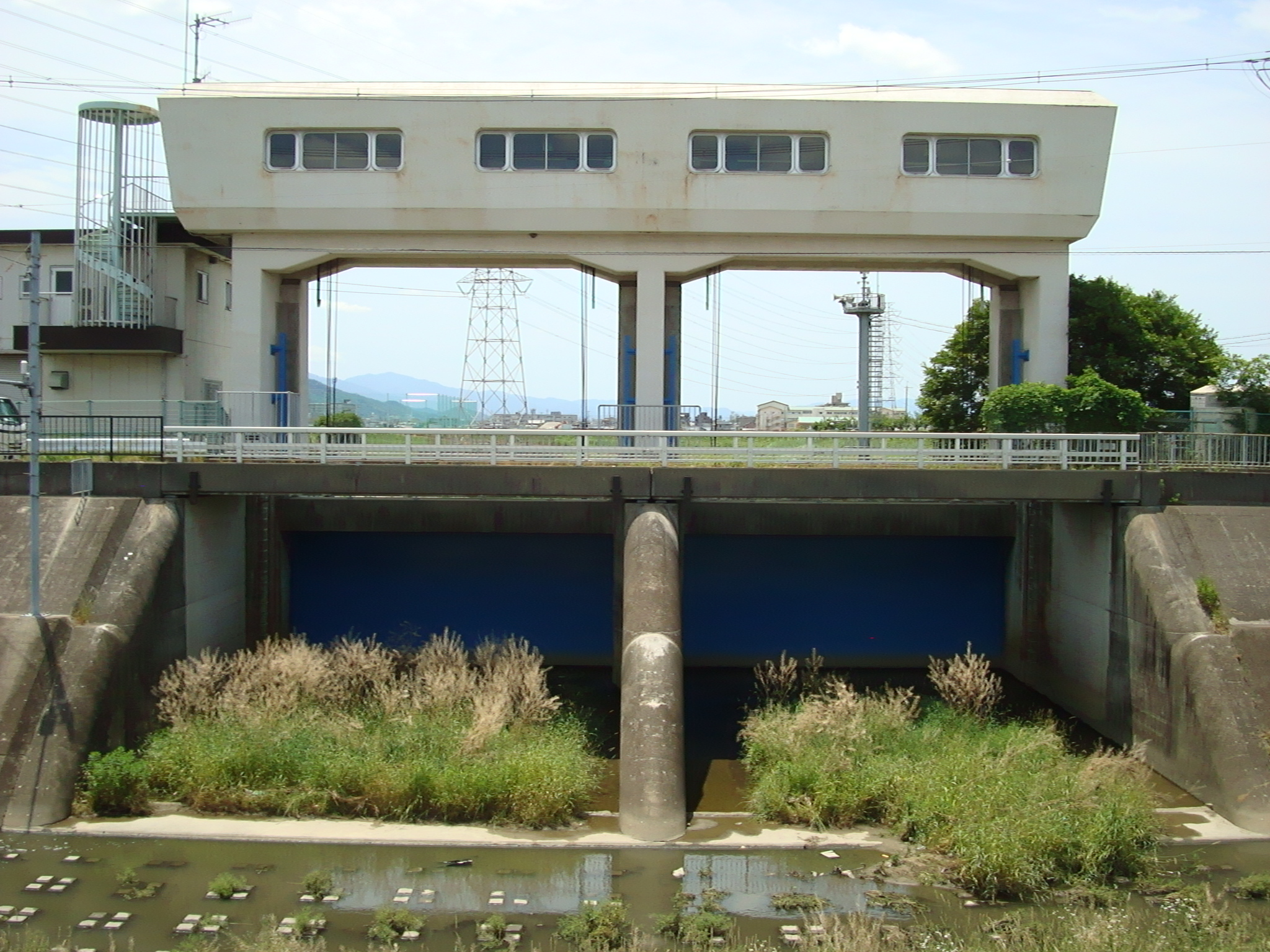
第二寝屋川福万寺町市民運動広場との合流門。
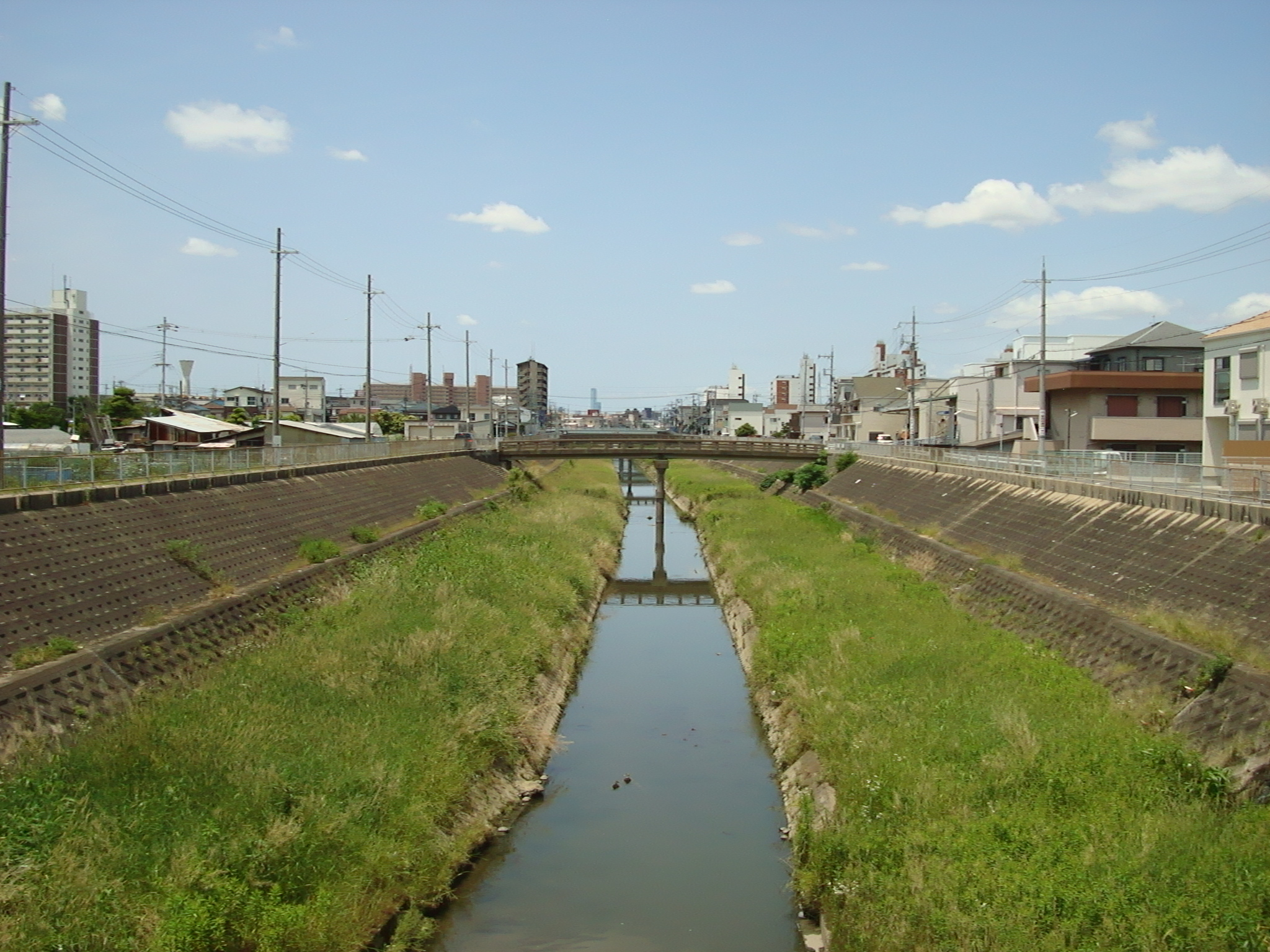
第二寝屋川新沢橋より下流を望む。手前より奥（下流）に向かって、玉福橋、受堤橋、三野郷橋で、わずかに見える空色の橋梁は玉串橋。
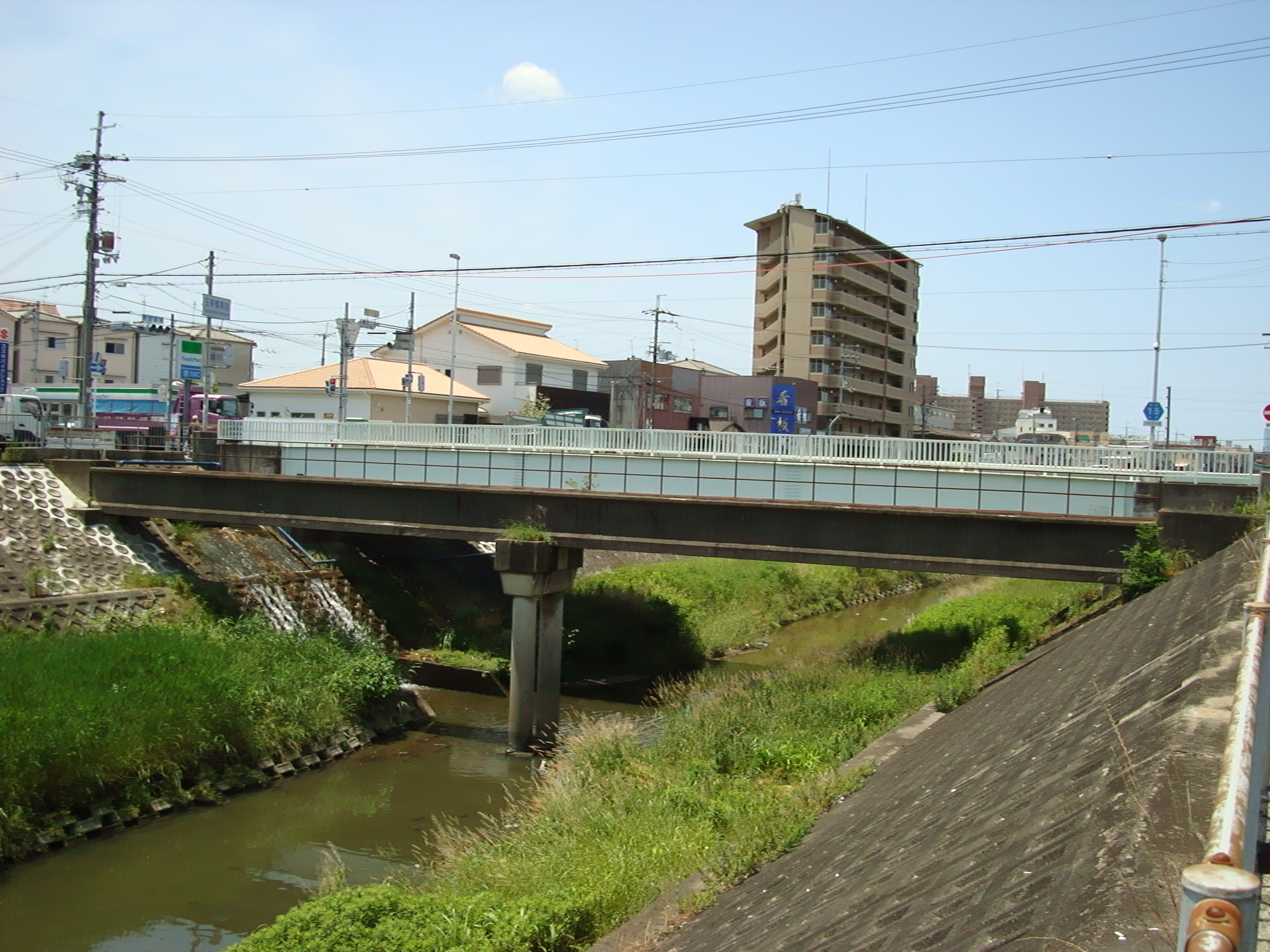
第二寝屋川玉串橋。左岸より玉串川が合流している。
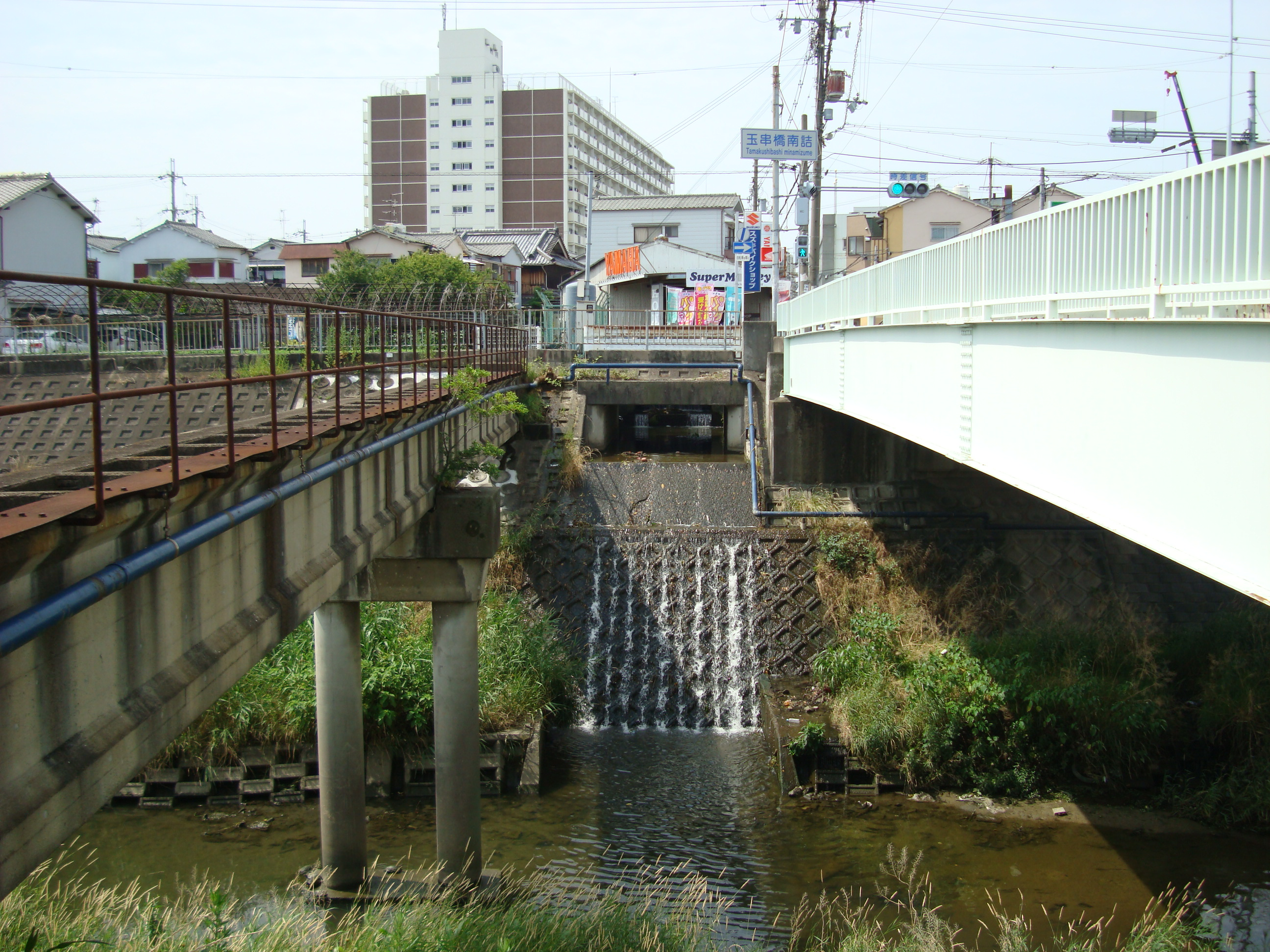
第二寝屋川と玉串川の合流地点。
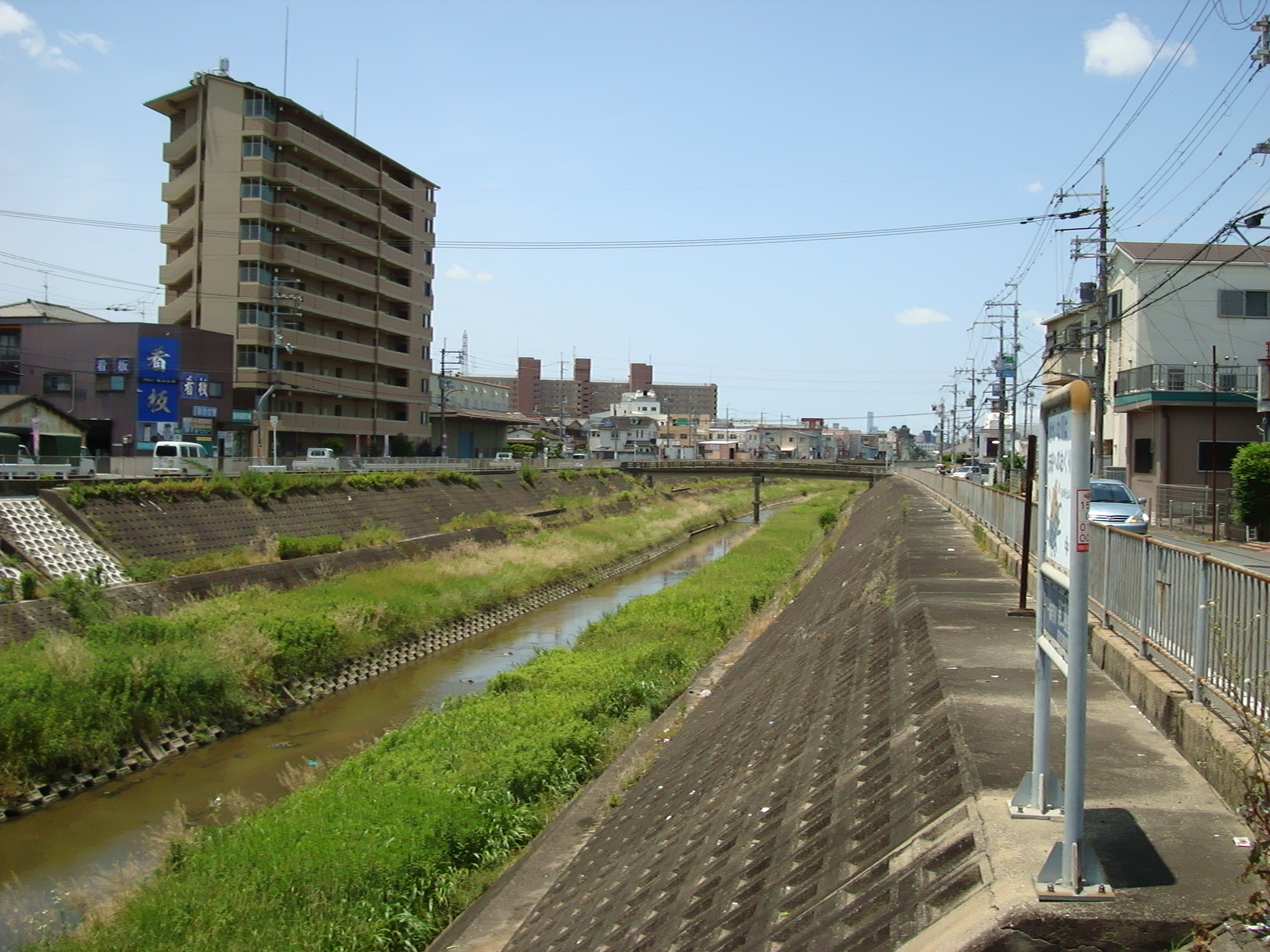
第二寝屋川玉串橋より下流を望む。見える橋は高砂橋。
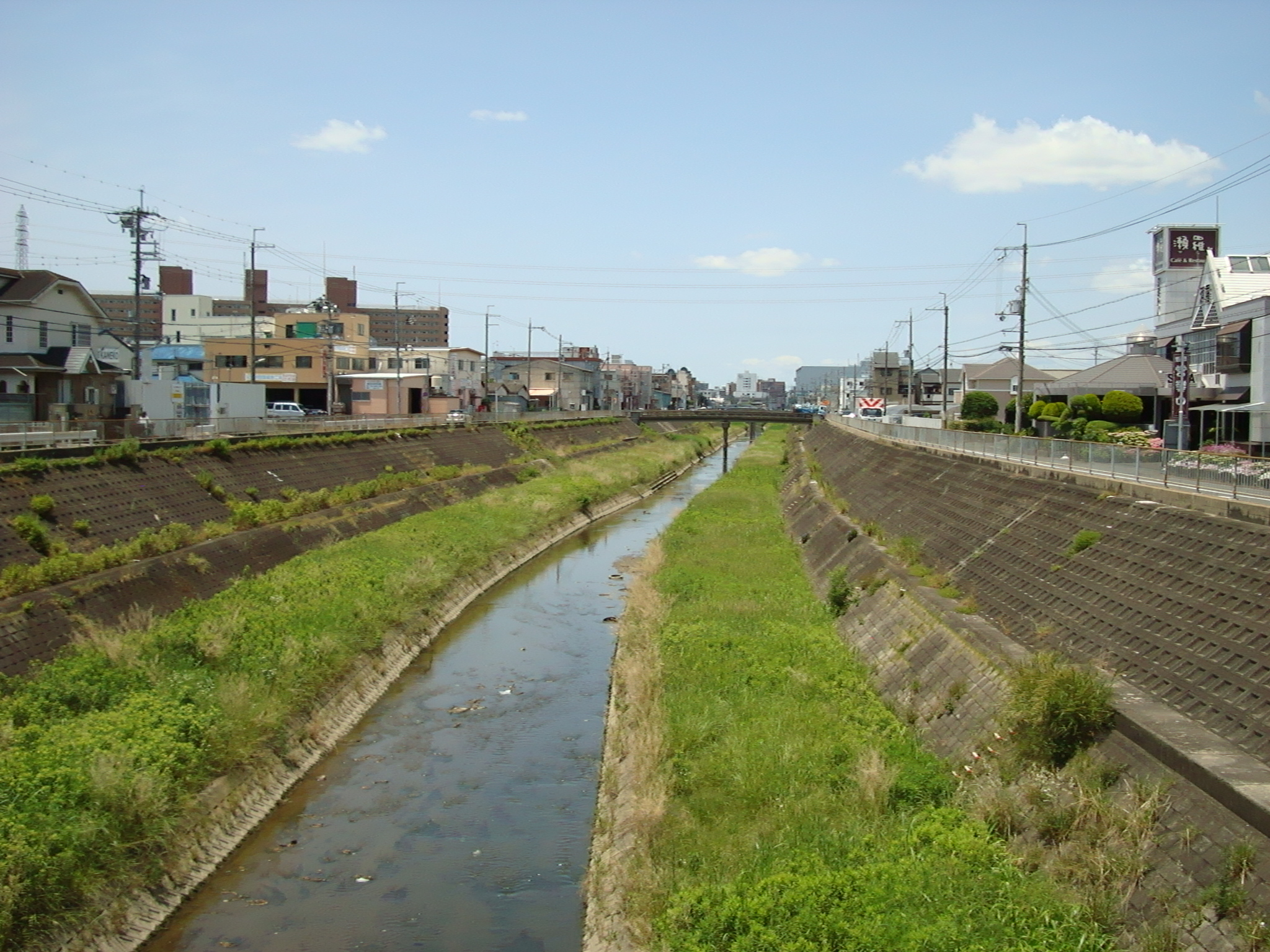
第二寝屋川高砂橋より下流を望む。手前に見える橋は石塚橋、奥に見える橋は久保橋。
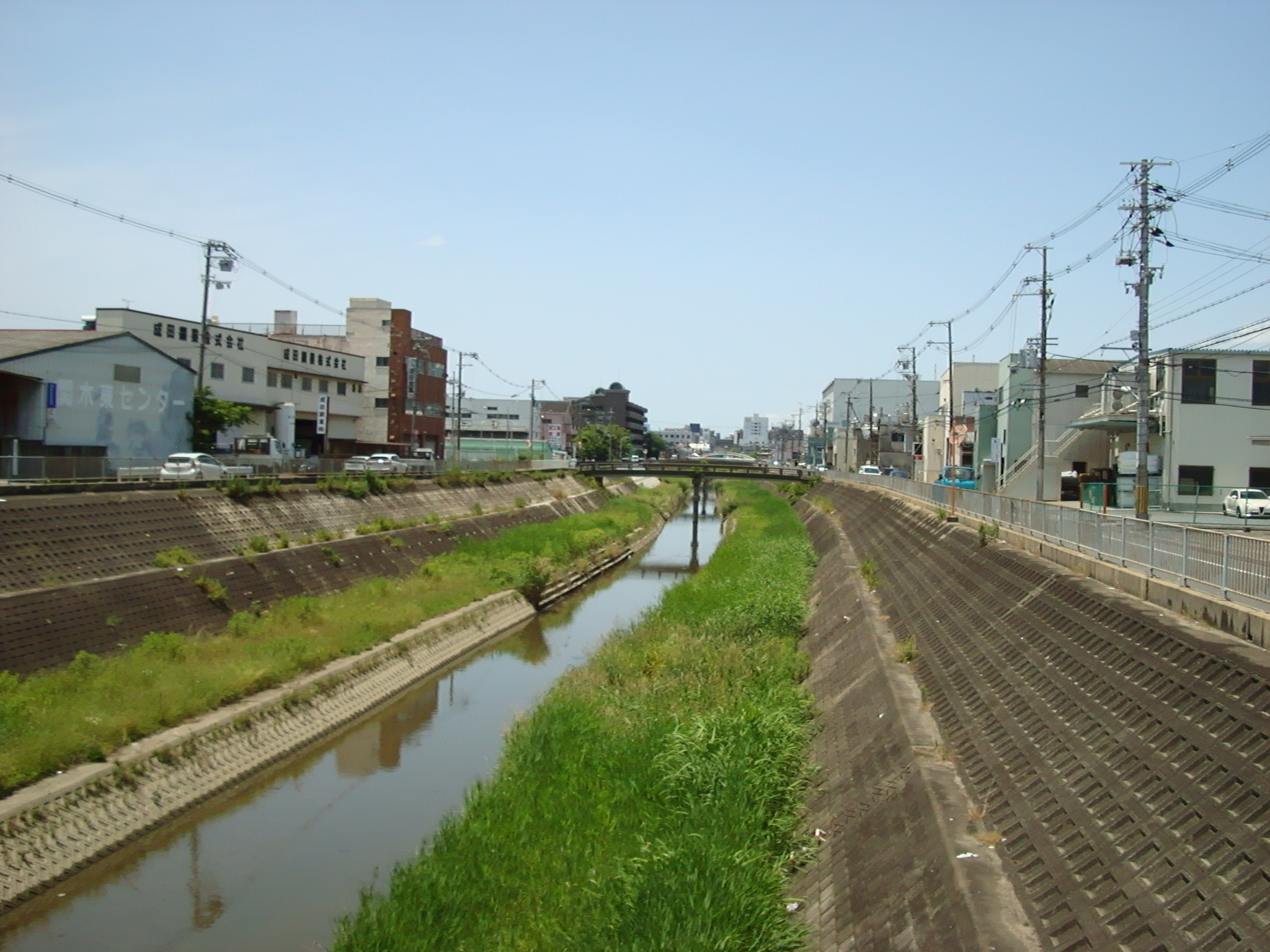
第二寝屋川久保橋より下流を望む。手前から奥（下流）に向かって東木村橋、木村橋、西木村橋でわずかに見えるアーチは八幸橋。
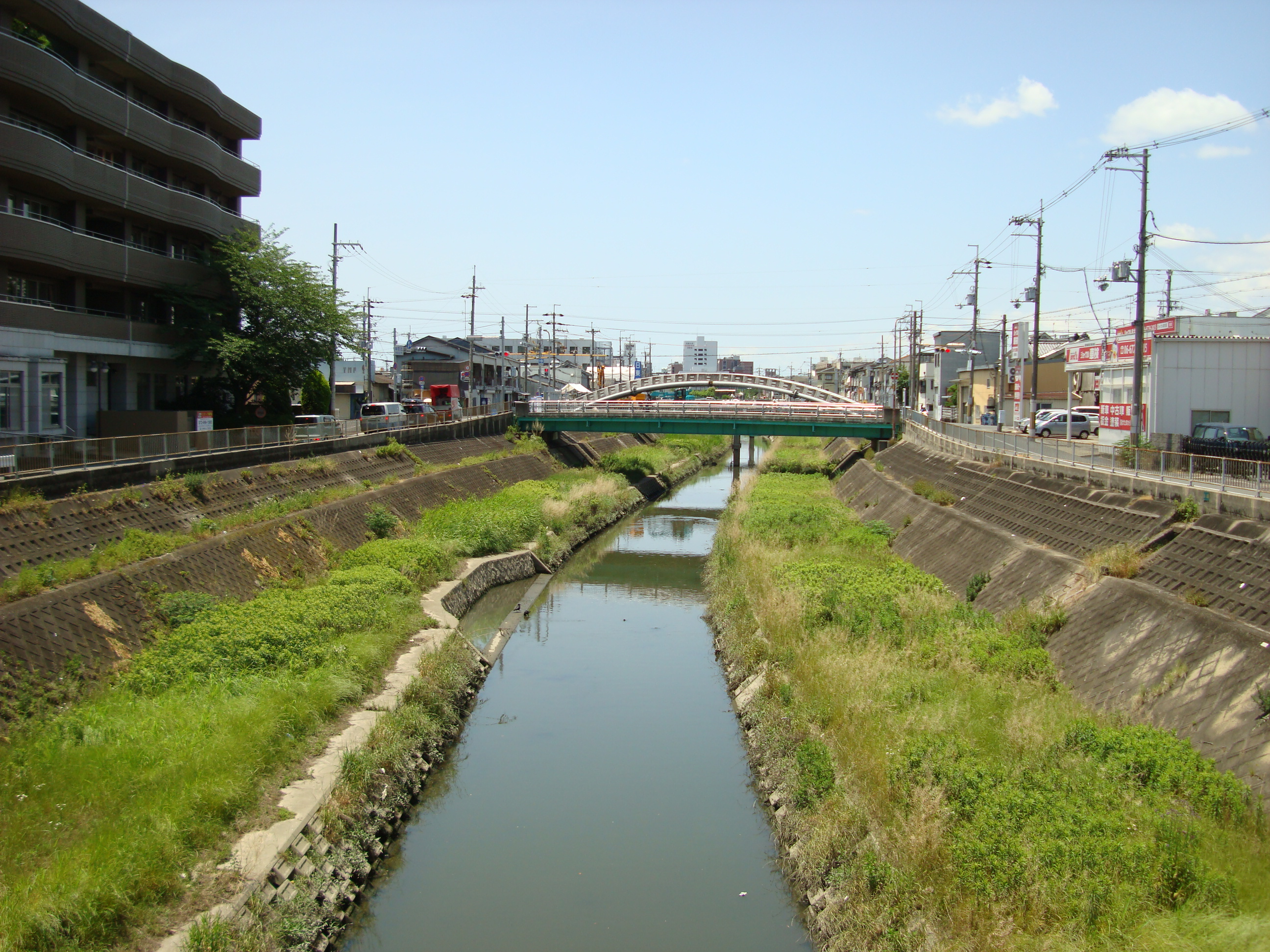
第二寝屋川西木村橋より下流の八幸橋を望む。
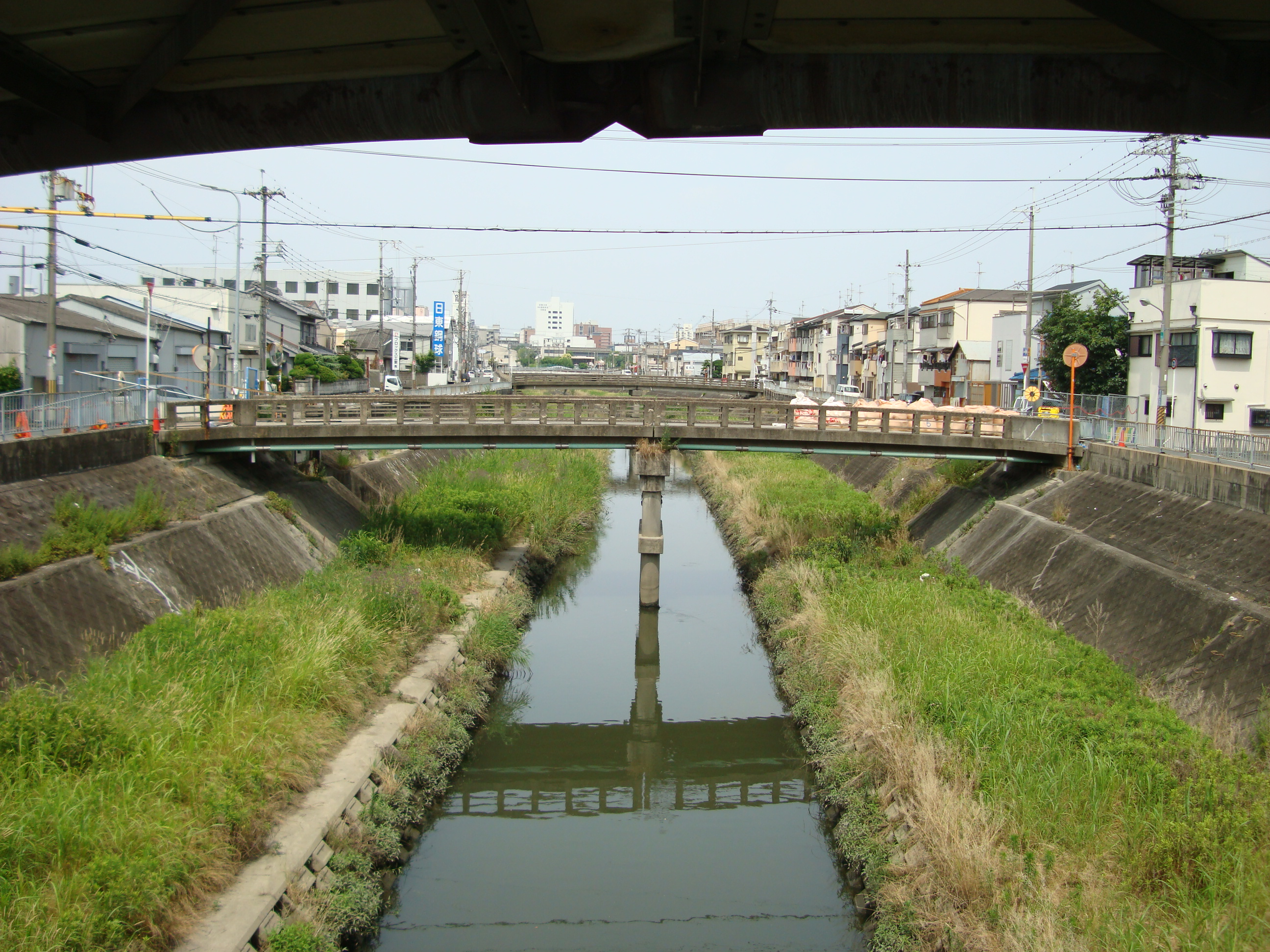
第二寝屋川八幸橋より下流の本町橋を望む。本町橋より奥（下流）に見える橋は博養橋。
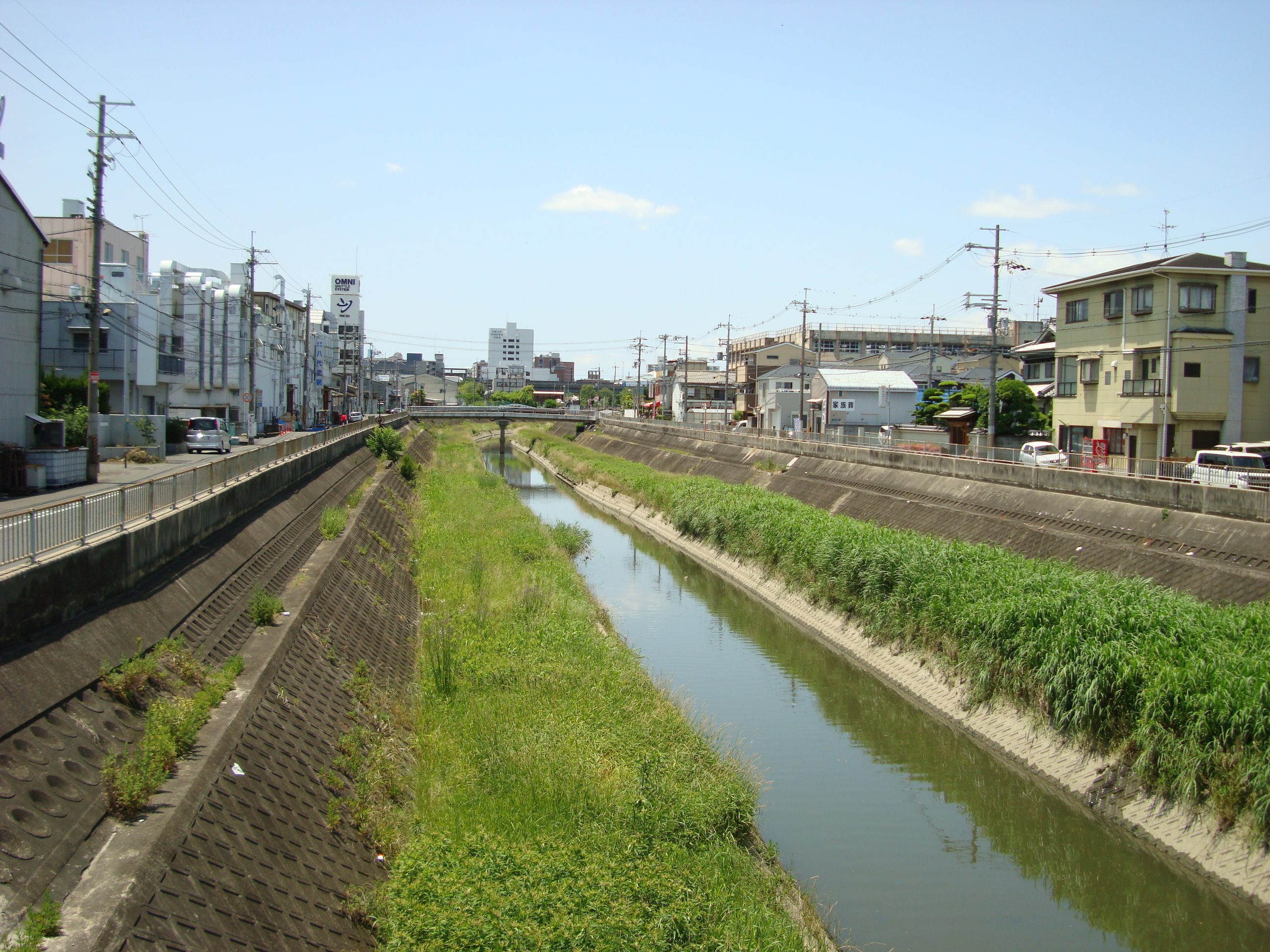
第二寝屋川博養橋より下流を望む。見える橋は山我橋。山我橋の右岸に見えるのは若江中学校。
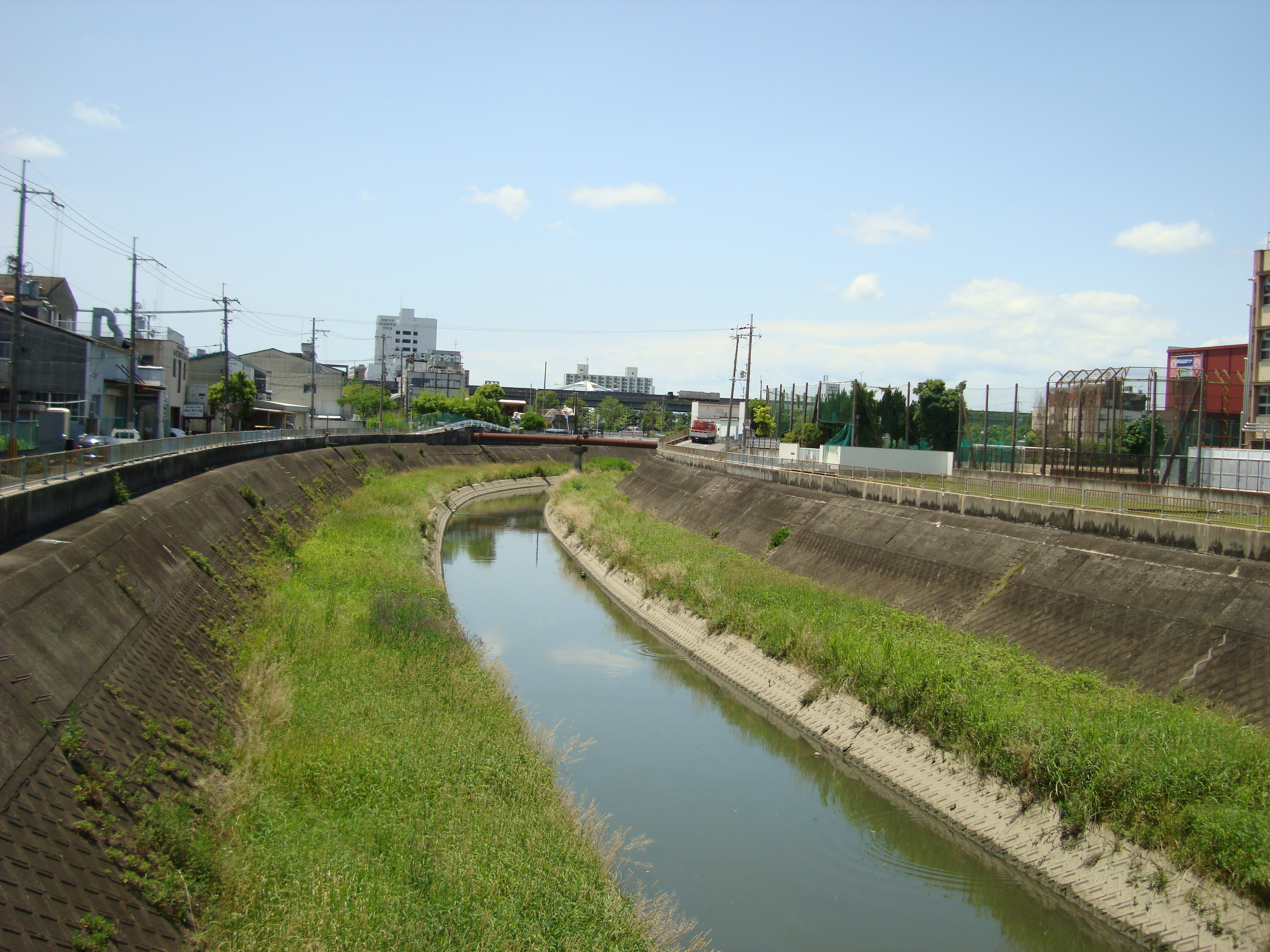
第二寝屋川山我橋より下流を望む。右岸の若江中学校を巻き込むように90度に向きを変え、その先で楠根川と合流する。
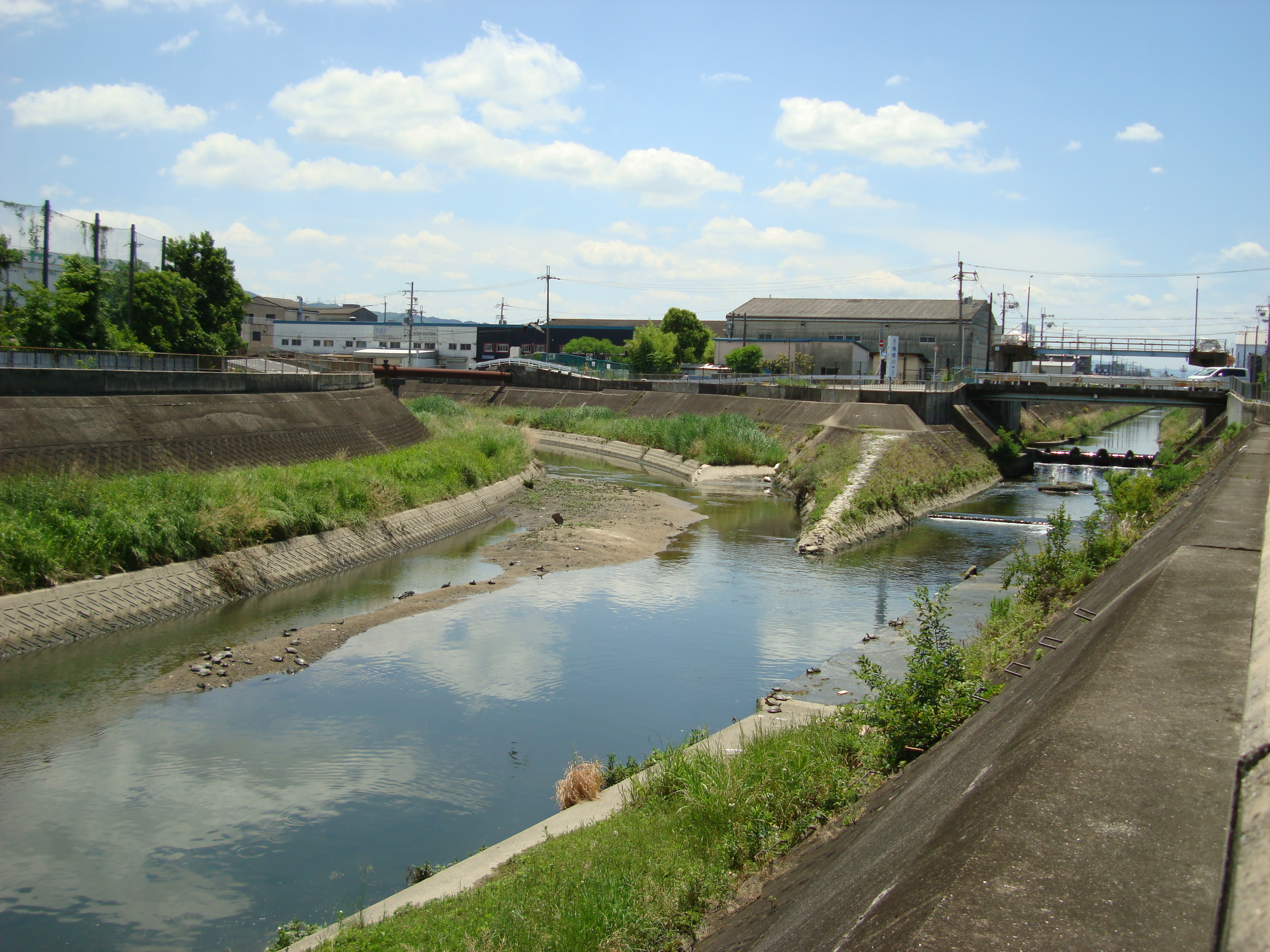
第二寝屋川と楠根川の合流地点を下流より望む。向かって左が第二寝屋川、右が楠根川。

### 楠根川合流～阪神高速東大阪線交差

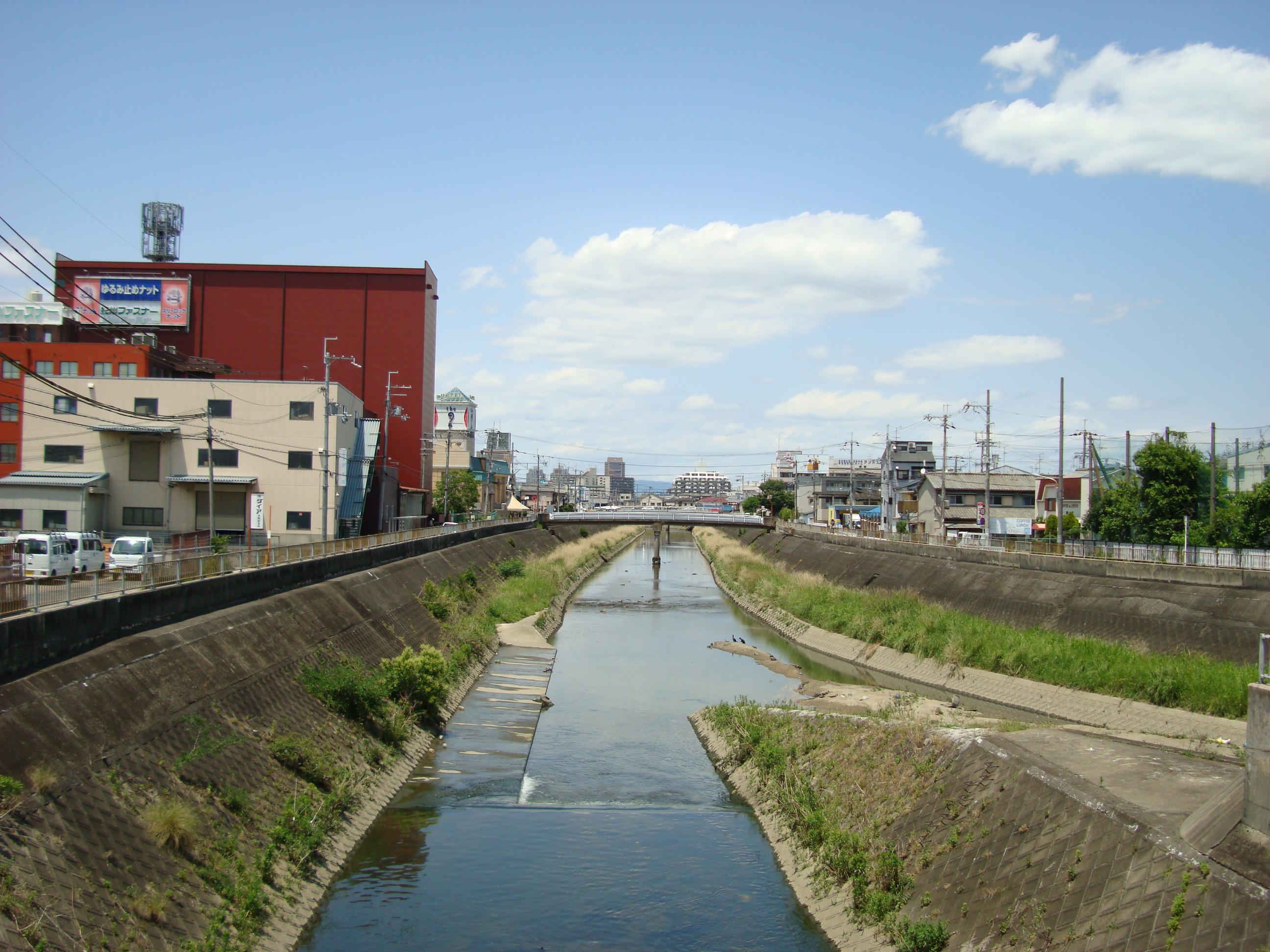
第二寝屋川と楠根川の合流点を楠根川最後の橋梁である新家北ノ橋より下流に向けて望む。右岸より90度に旋回してくるのが第二寝屋川。見える橋は沢之川橋。
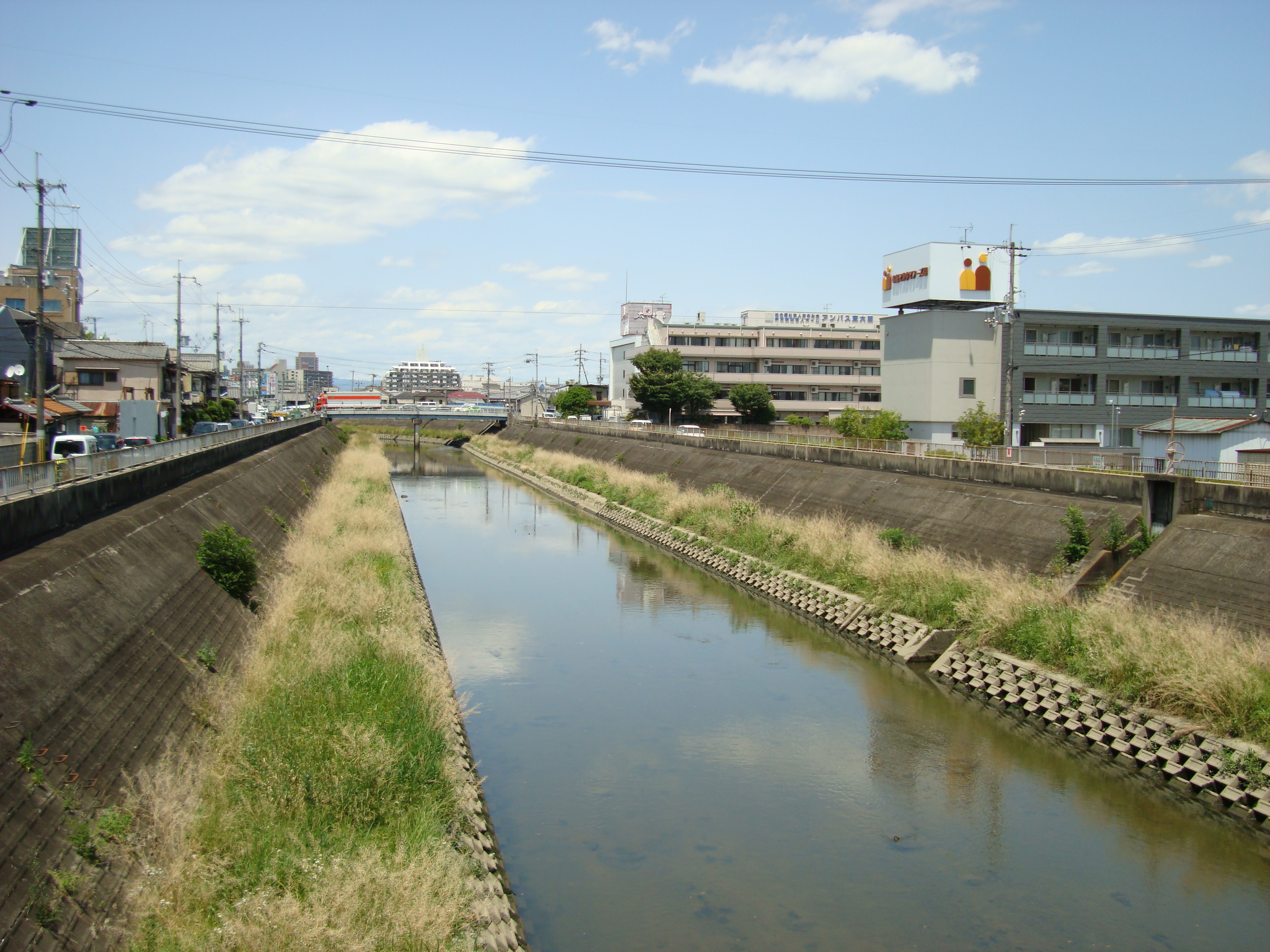
第二寝屋川沢之川橋より下流の巨摩橋を望む。
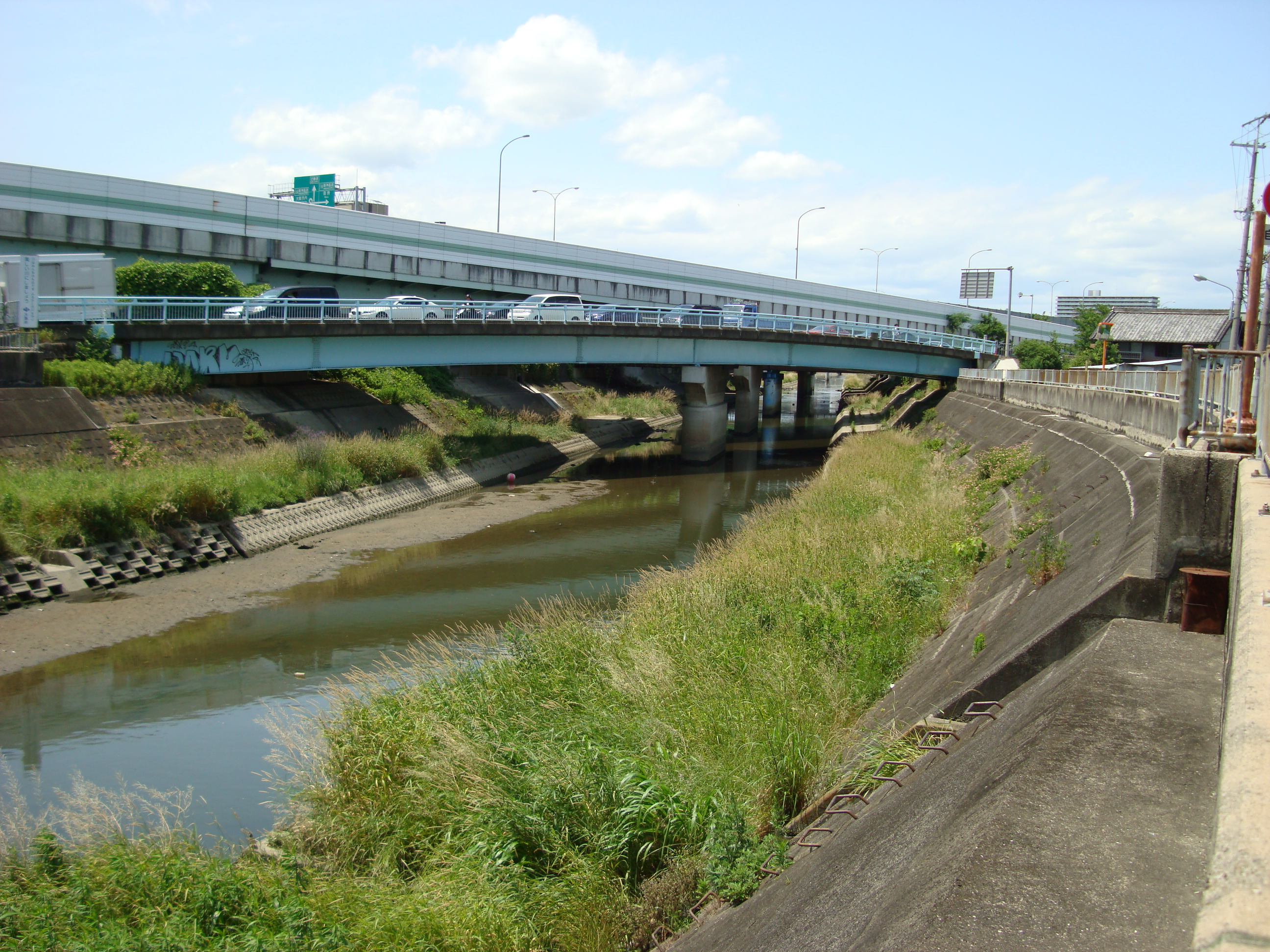
第二寝屋川巨摩橋越えたところより下流を望む。手前に見える道路は中央環状線（府道2号線）、高架は近畿自動車道。
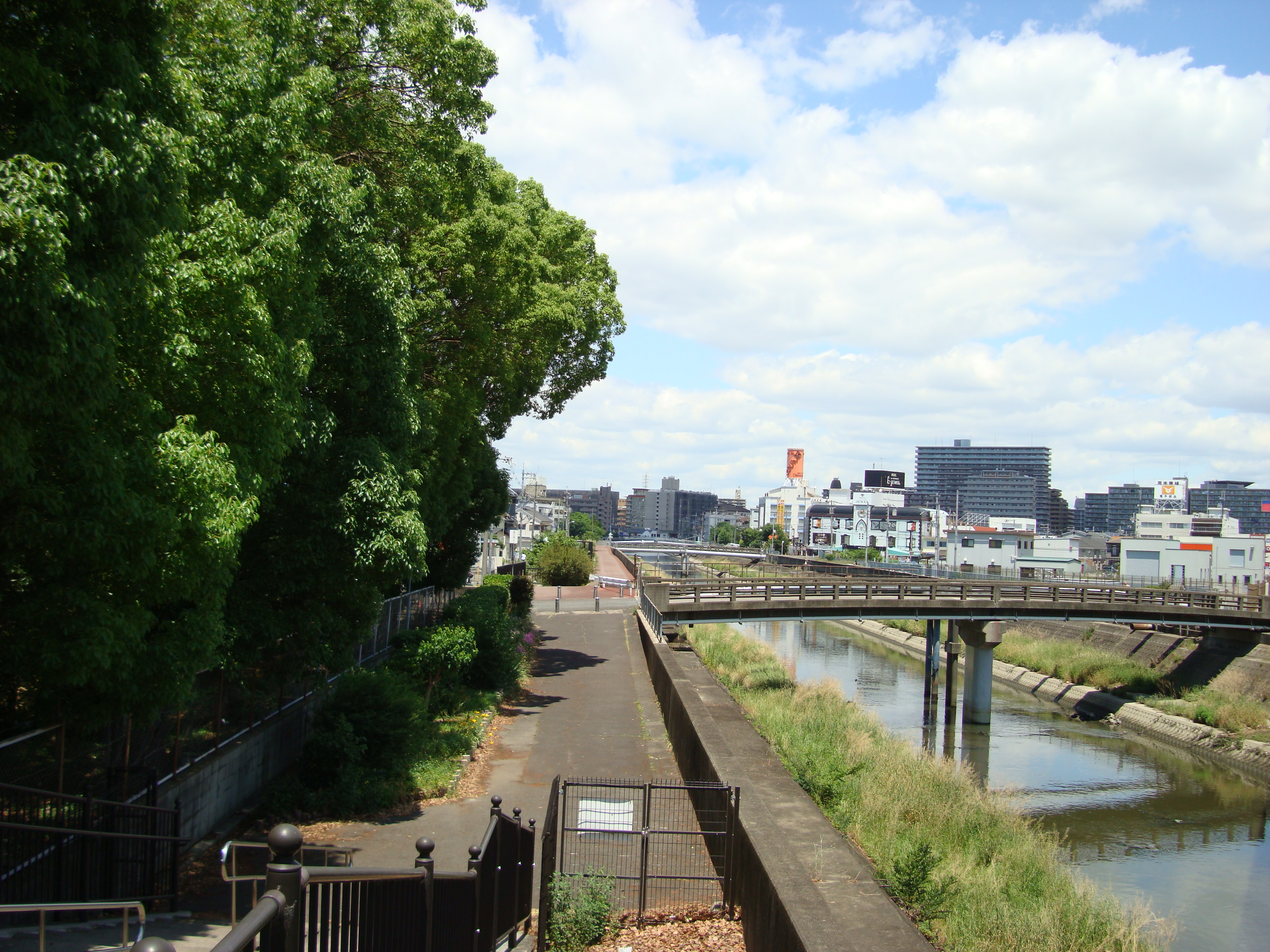
近畿自動車道と中央環状線を越えたところより下流を望む。手前に見える橋は宮後橋。奥（下流）に見える橋は桜橋。
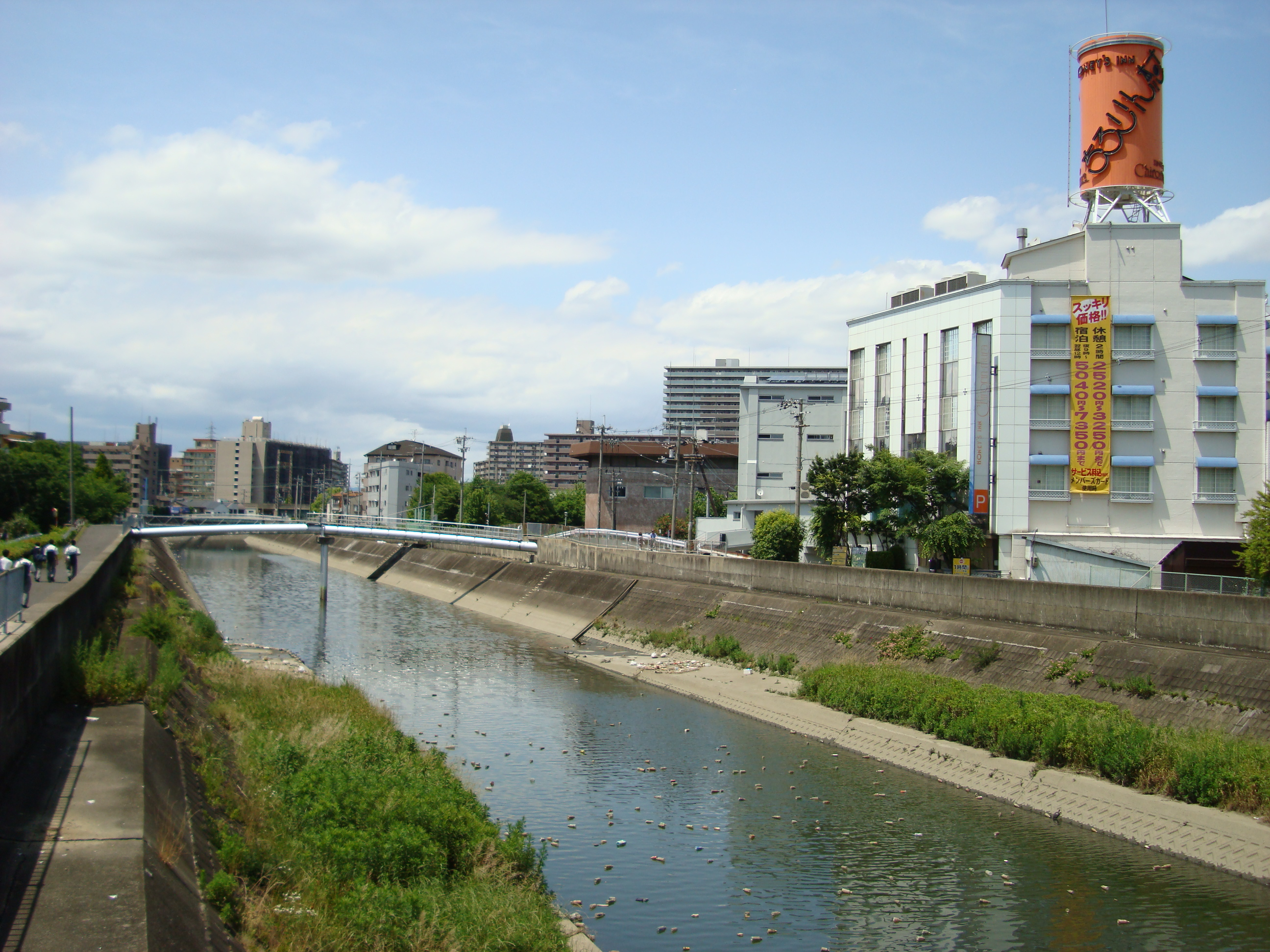
第二寝屋川桜橋より下流を望む。川岸の緑地が無くなり川幅が広くなる。川幅が広くなって数十メートル下流の右岸に小阪ポンプ場との合流口が見える。
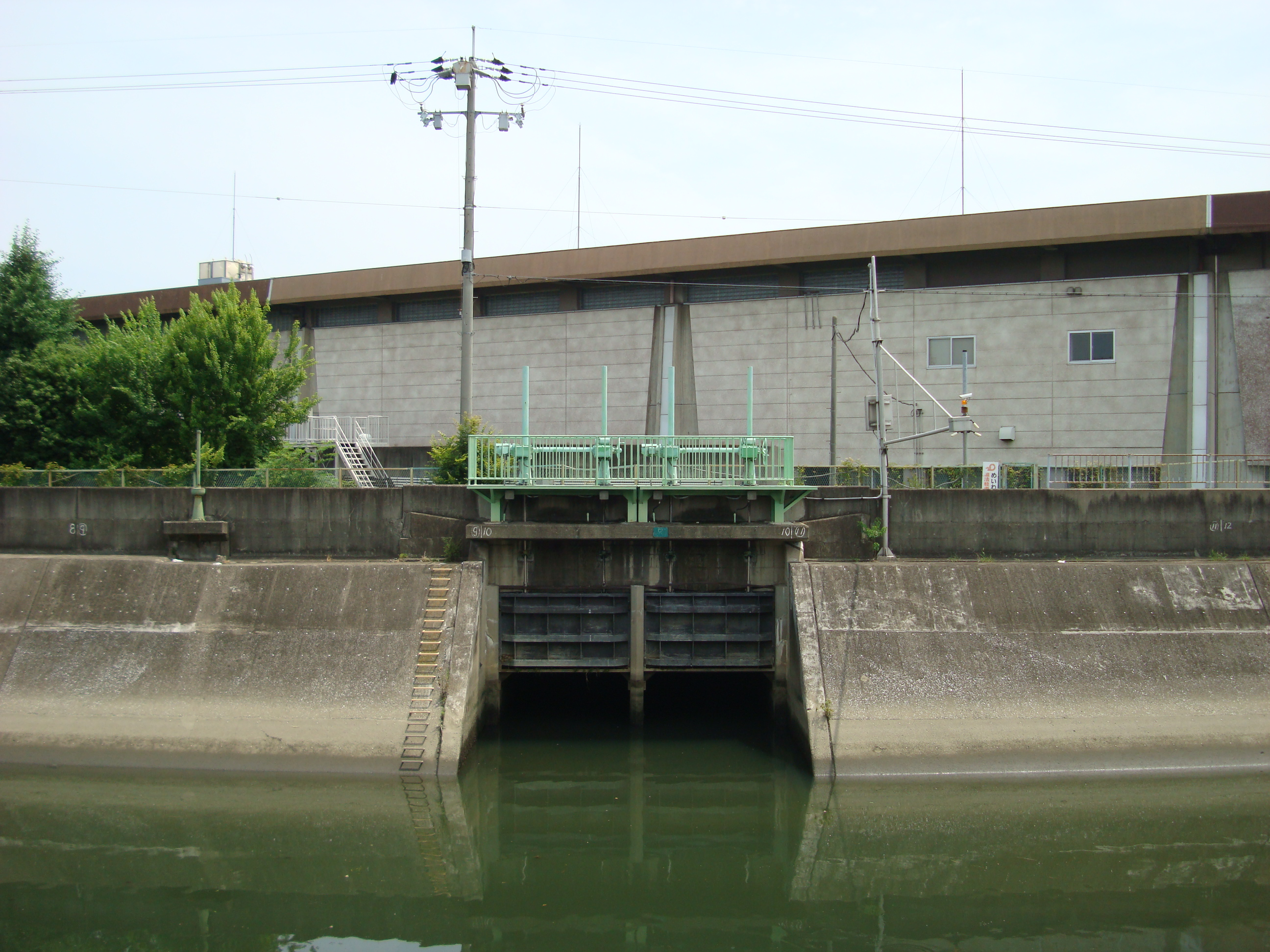
第二寝屋川小阪ポンプ場との合流口。
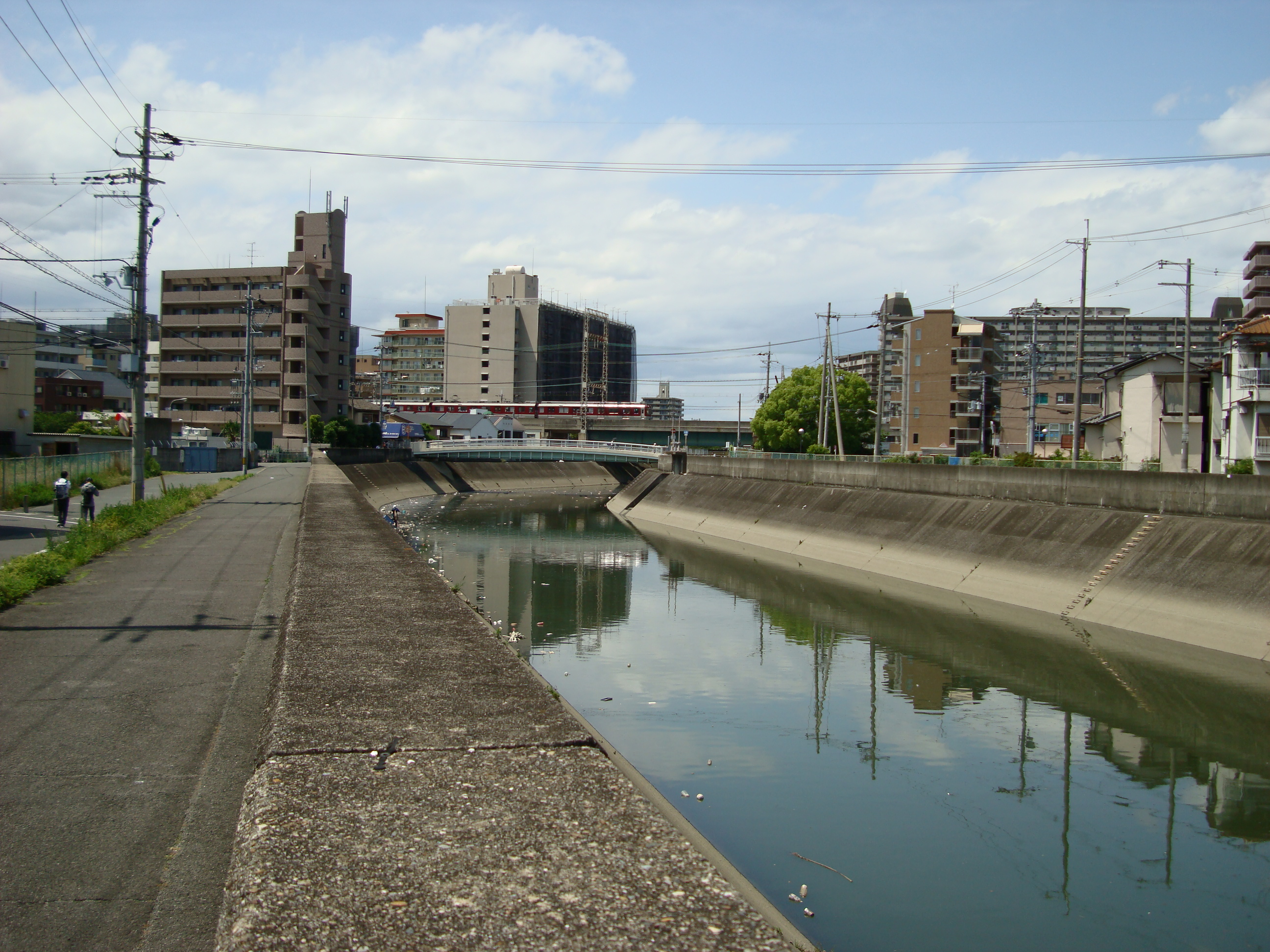
第二寝屋川小阪ポンプ場越えたところより下流を望む。玉川橋と近鉄奈良線が見える。
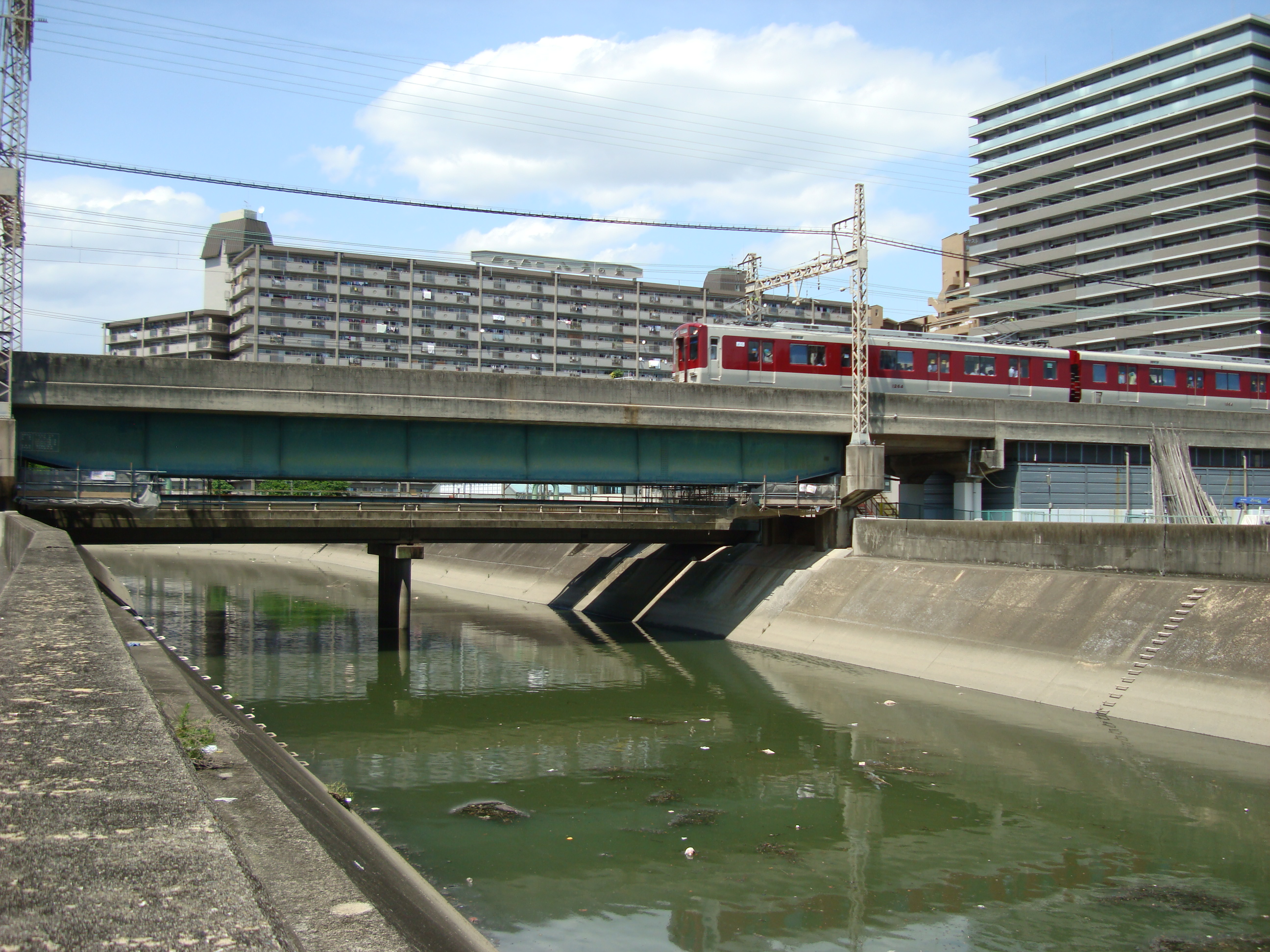
第二寝屋川玉川橋より下流に向けて近鉄奈良線との交差を望む。
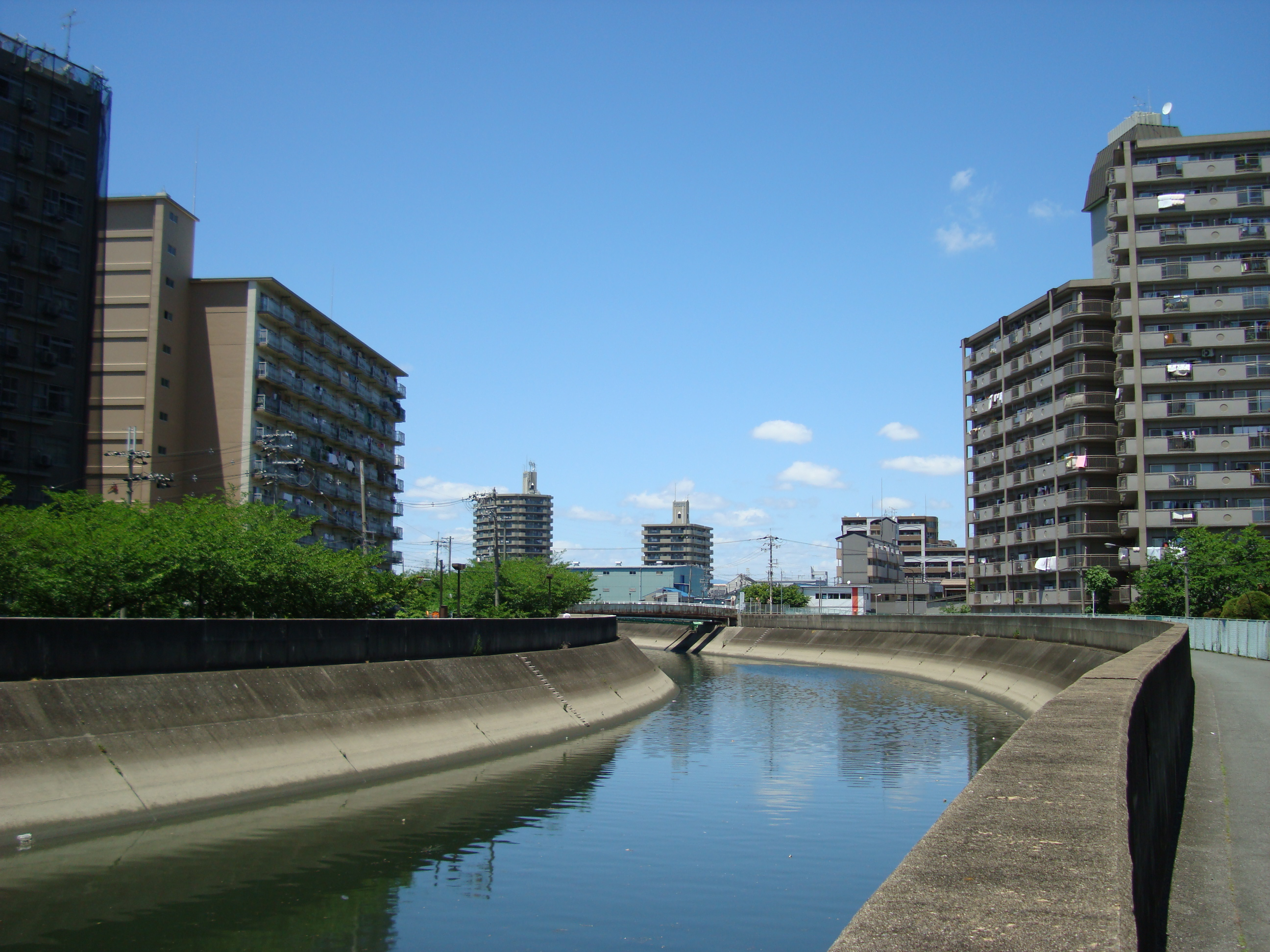
第二寝屋川と近鉄奈良線の交差を越えたところより下流を望む。見える橋は新田大橋。
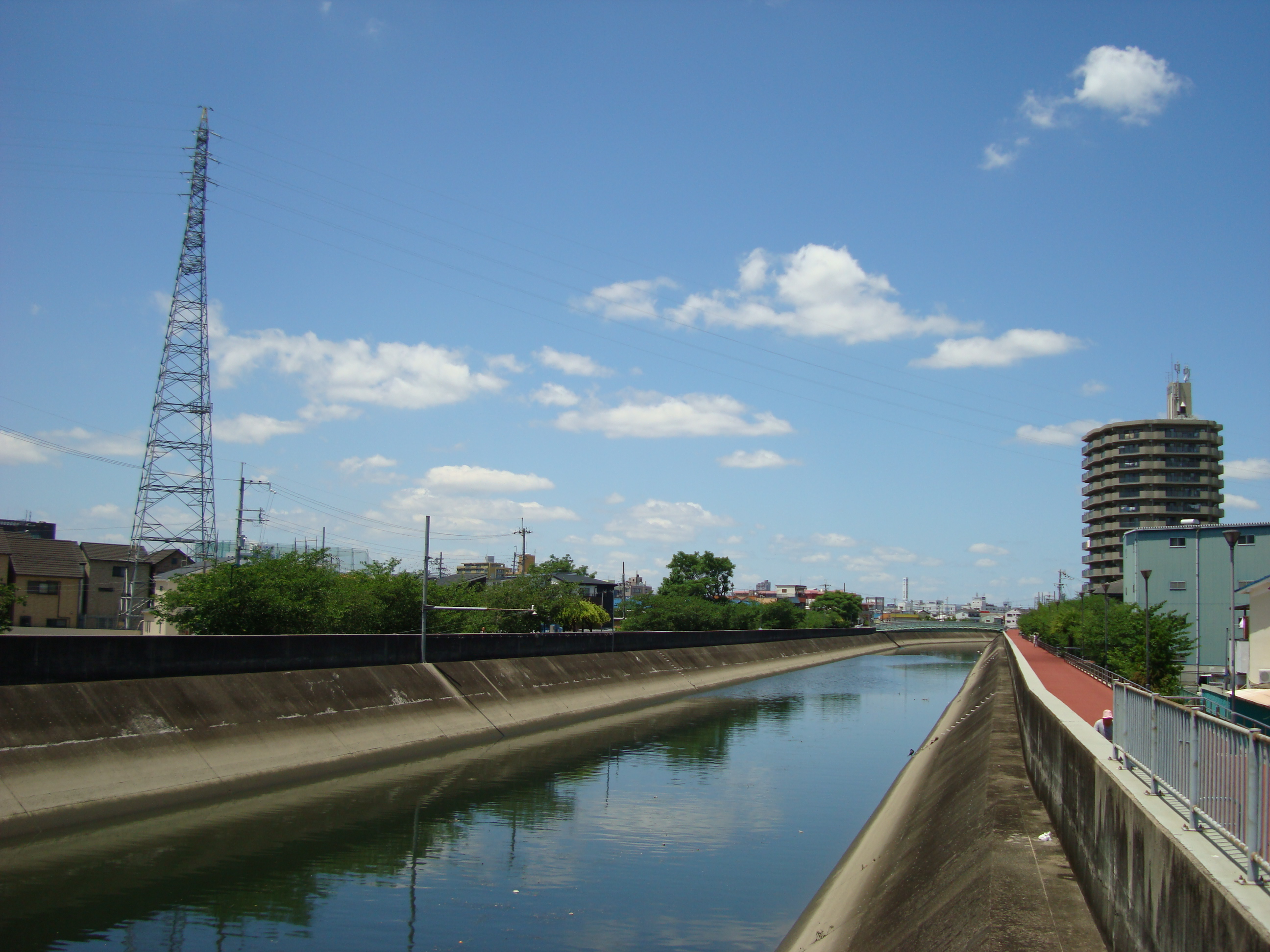
第二寝屋川新田大橋より下流を望む。見える橋は五百石大橋。
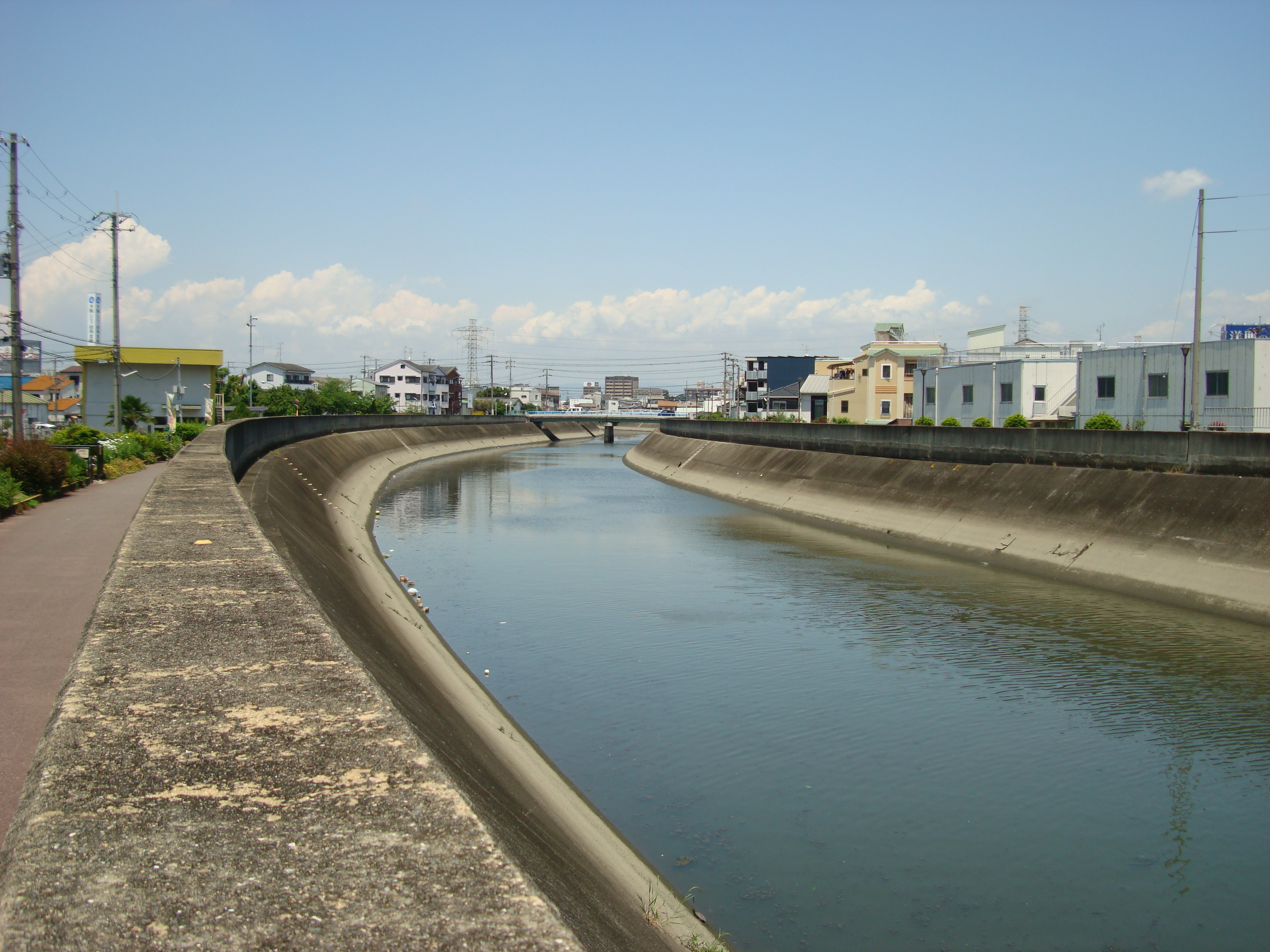
第二寝屋川五百石大橋より下流を望む。見える橋は暗越奈良街道（府道702号線）である新御厨橋。
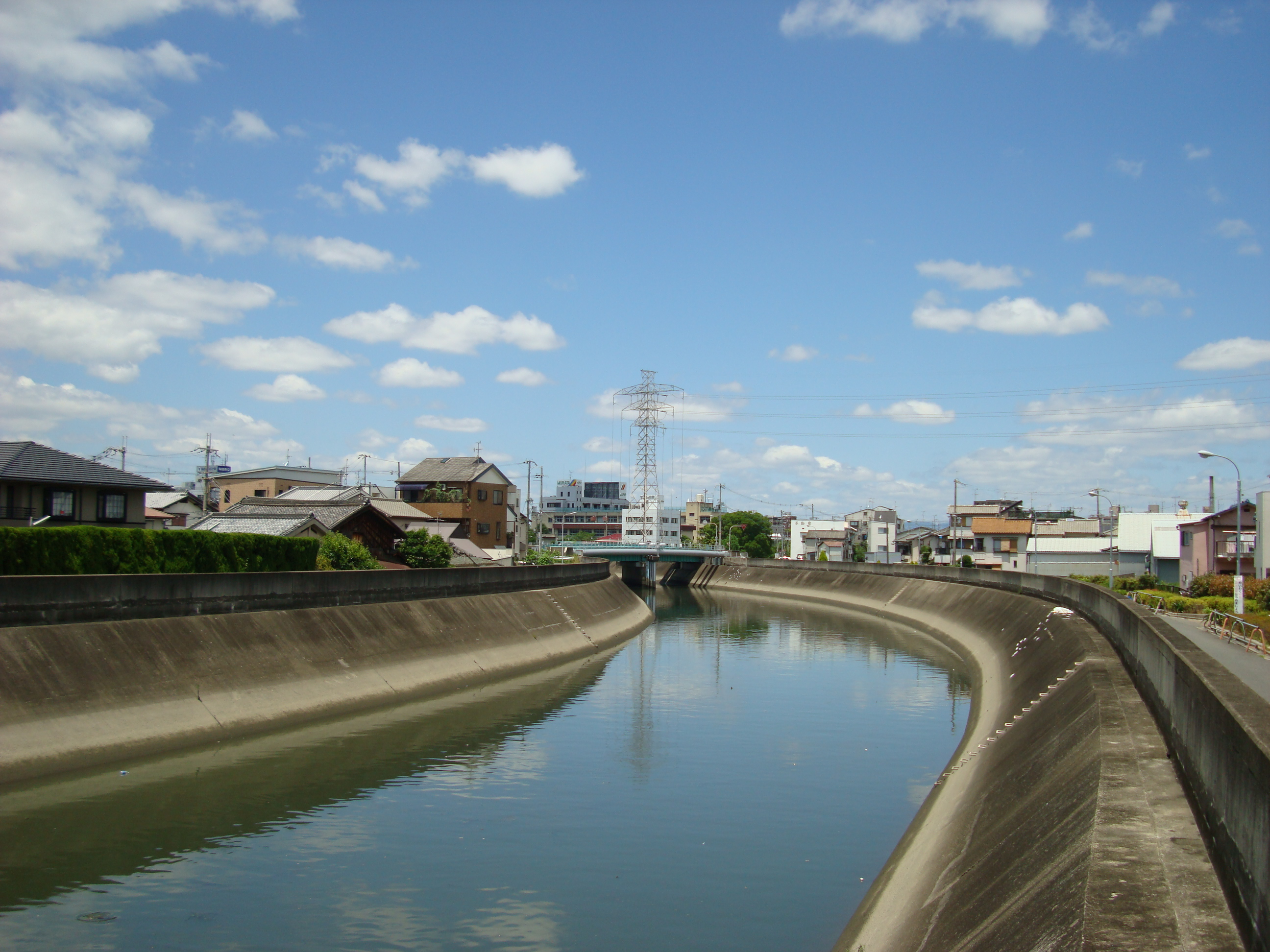
第二寝屋川新御厨橋から数十メートル下流の新御厨北大橋より下流を望む。見える橋は旧大阪中央環状線（府道2号線）である新御厨中橋。
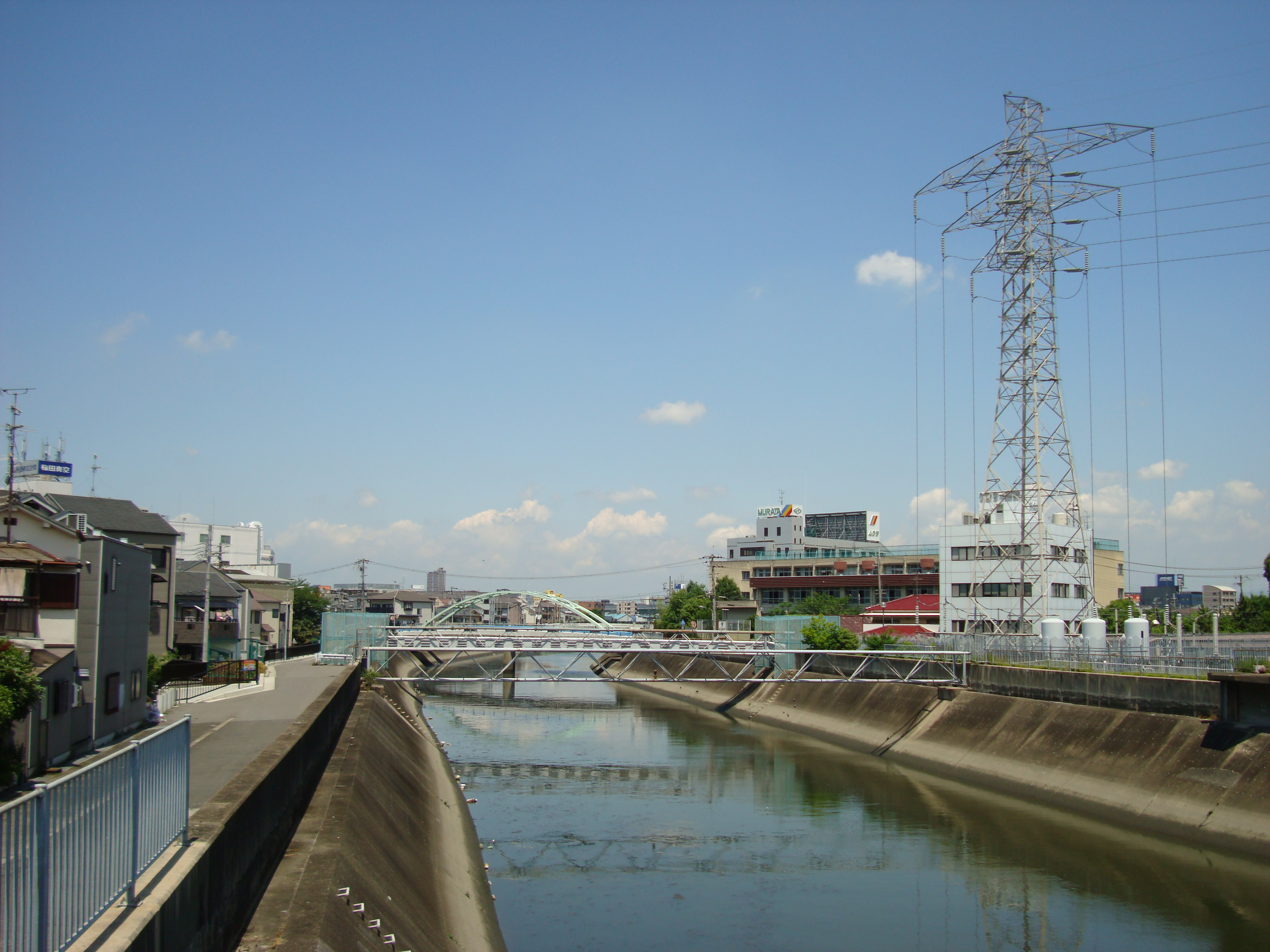
第二寝屋川新御厨中橋より下流を望む。アーチの見える橋は長田橋。
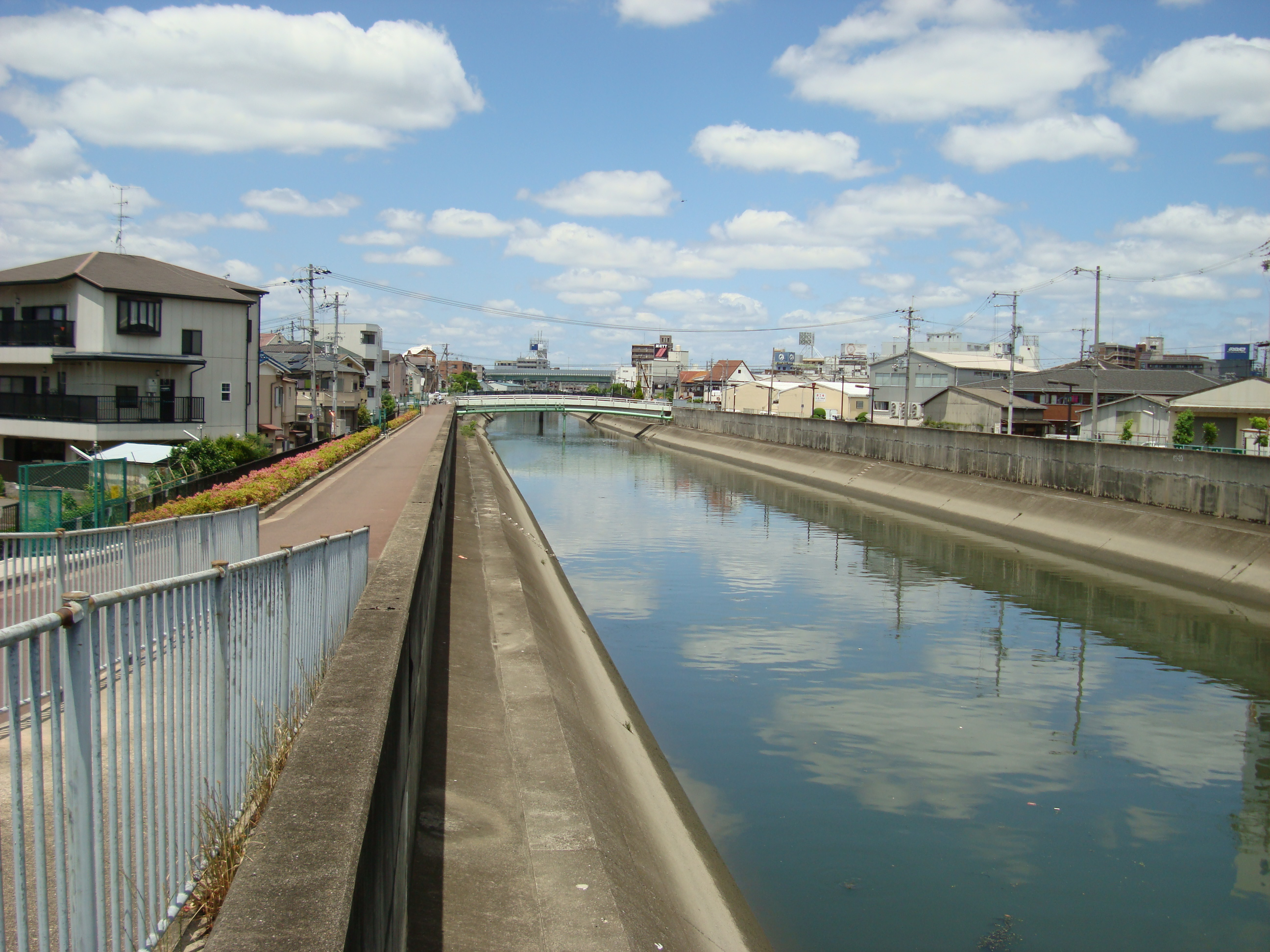
第二寝屋川長田橋より下流を望む。手前に見える橋は楠根橋。
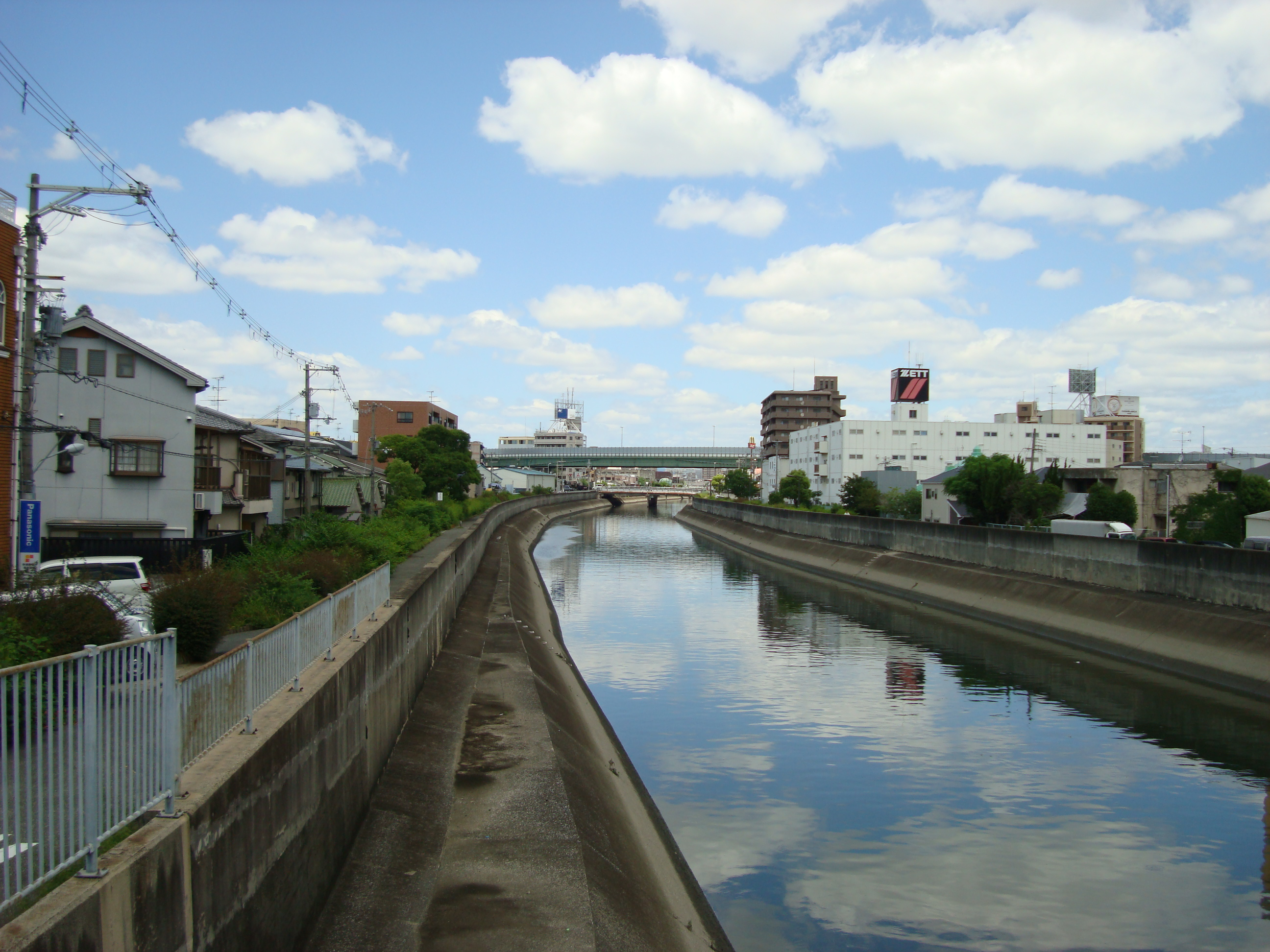
第二寝屋川楠根橋より下流を望む。見える橋は中央大通（国道308号）である西堤大橋。高架は阪神高速13号東大阪線。
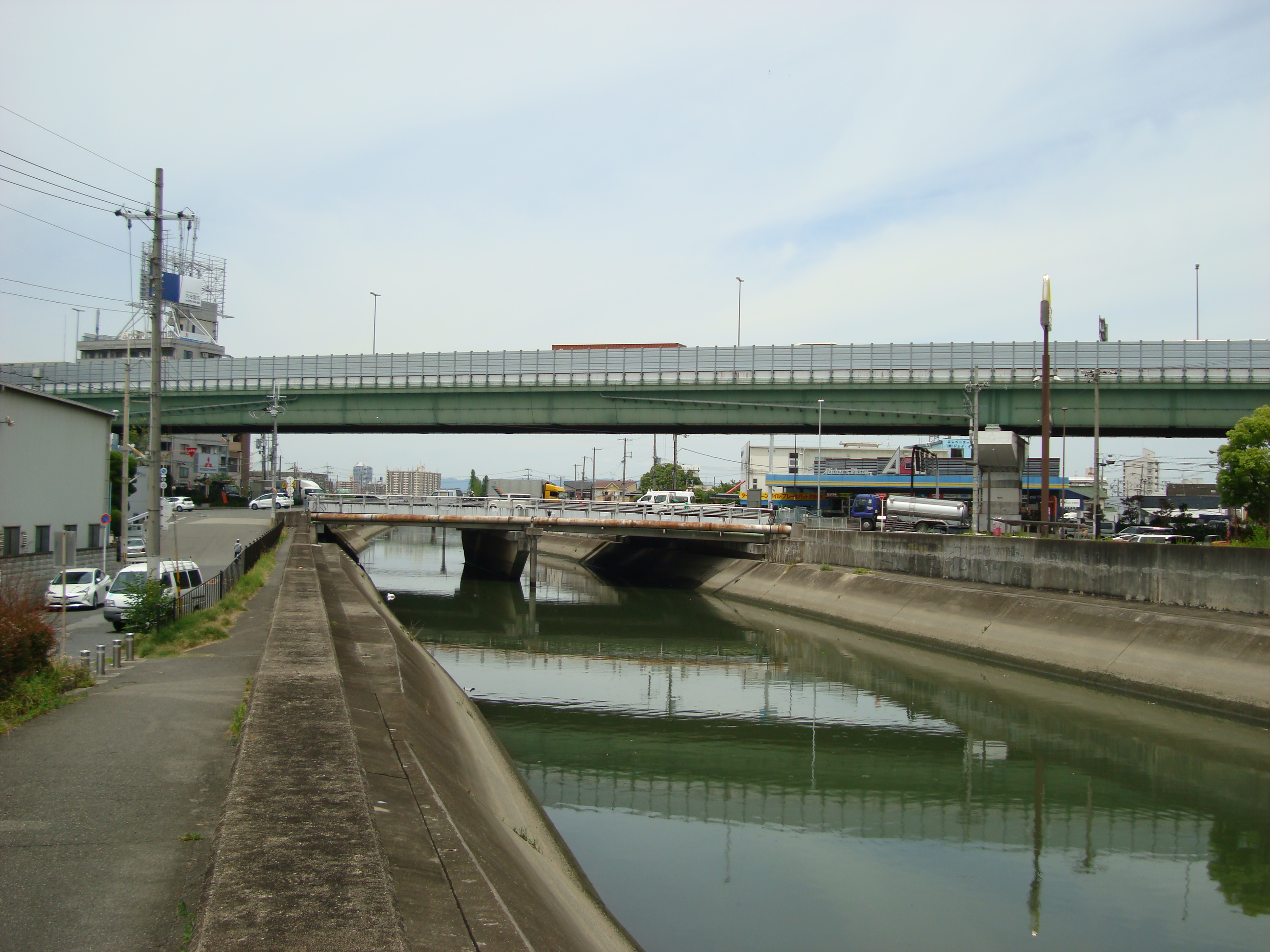
第二寝屋川西堤大橋を上流より望む。中央大通（国道308号）である西堤大橋とその上を阪神高速13号東大阪線が通る。

### 阪神高速東大阪線交差～長瀬川合流

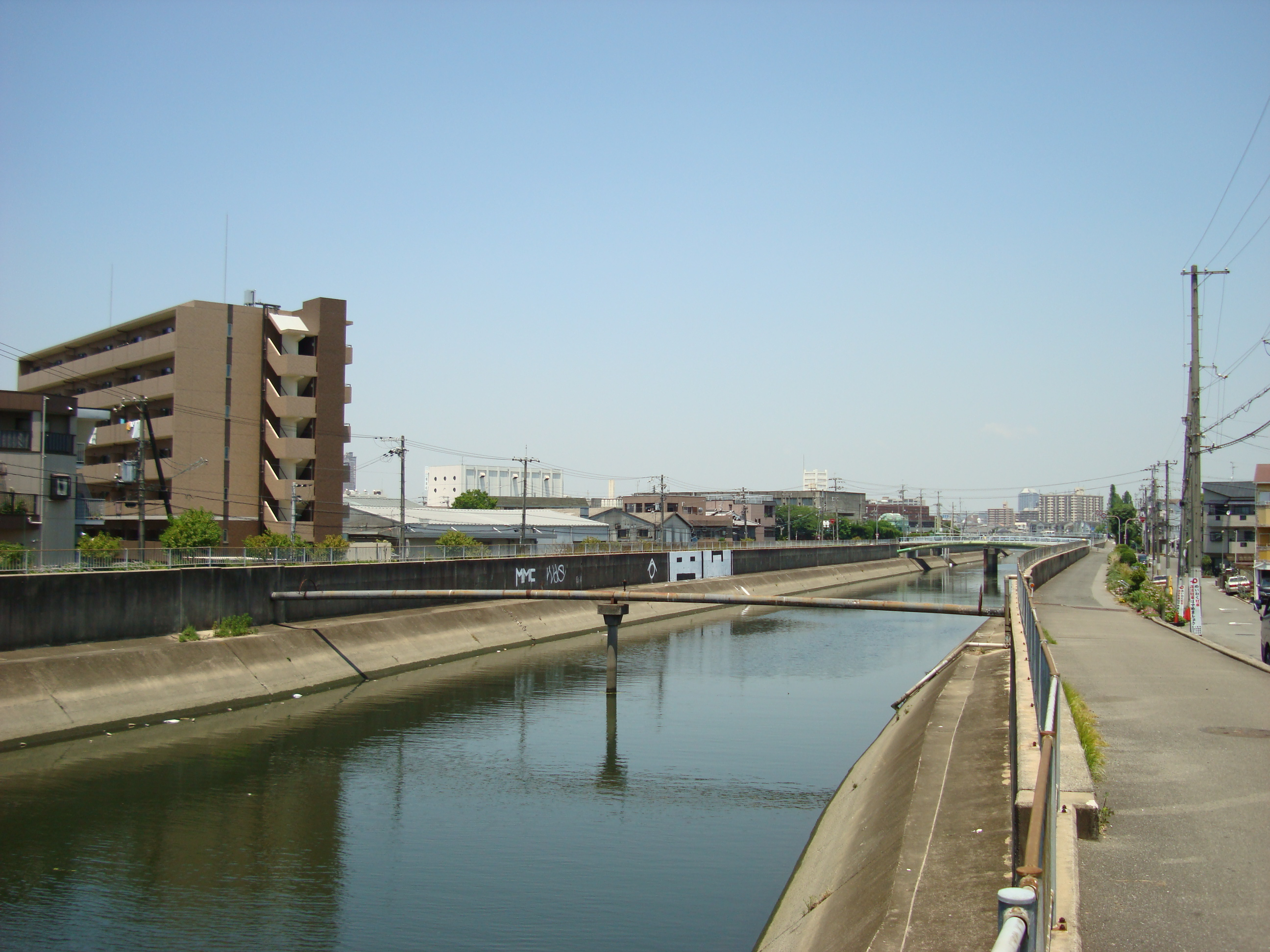
第二寝屋川西堤大橋より下流を望む。見える橋は川俣大橋。
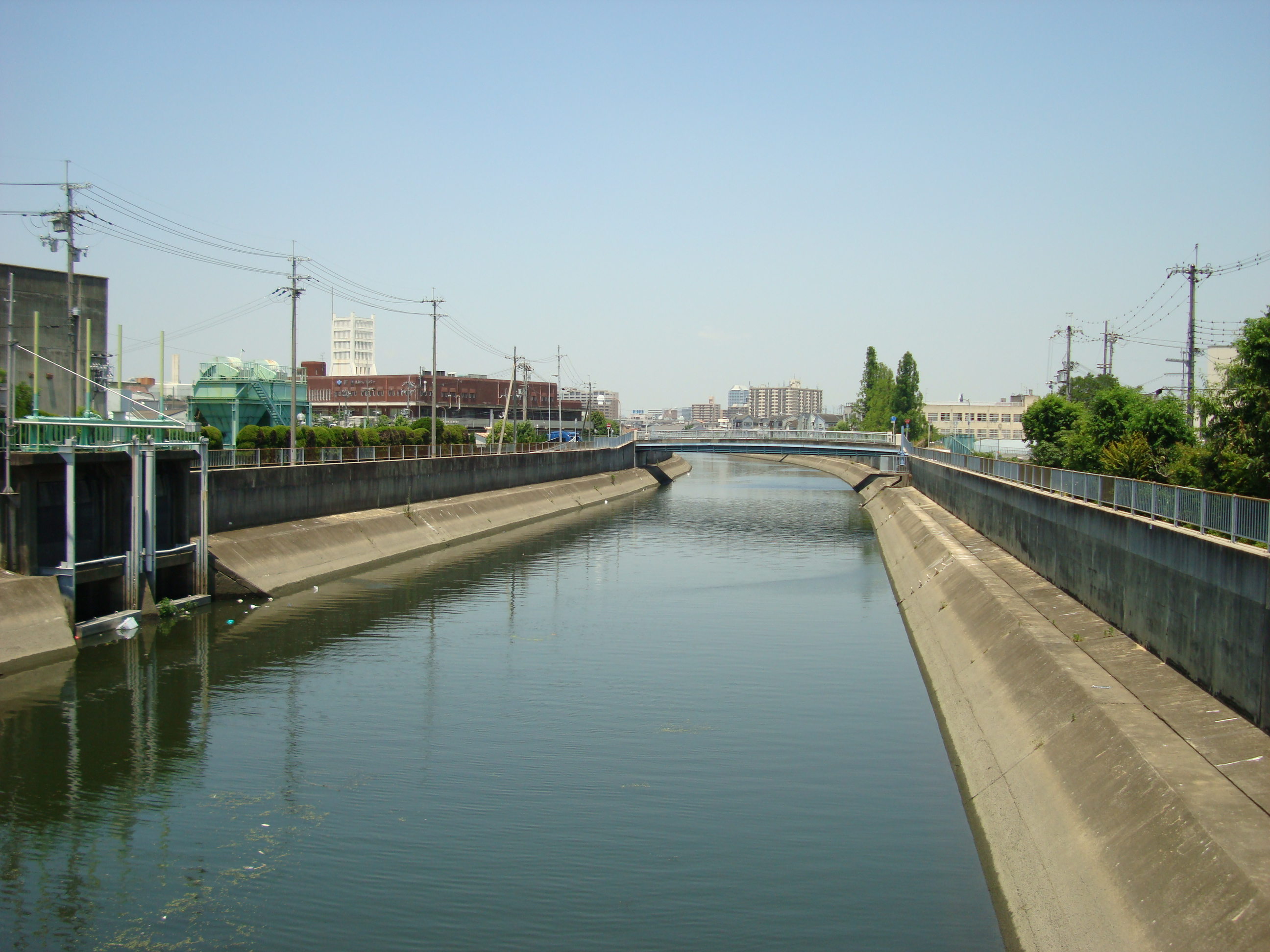
第二寝屋川川俣大橋より下流を望む。見える橋は川中大橋。左岸に見えるのは川俣ポンプ場との合流口。
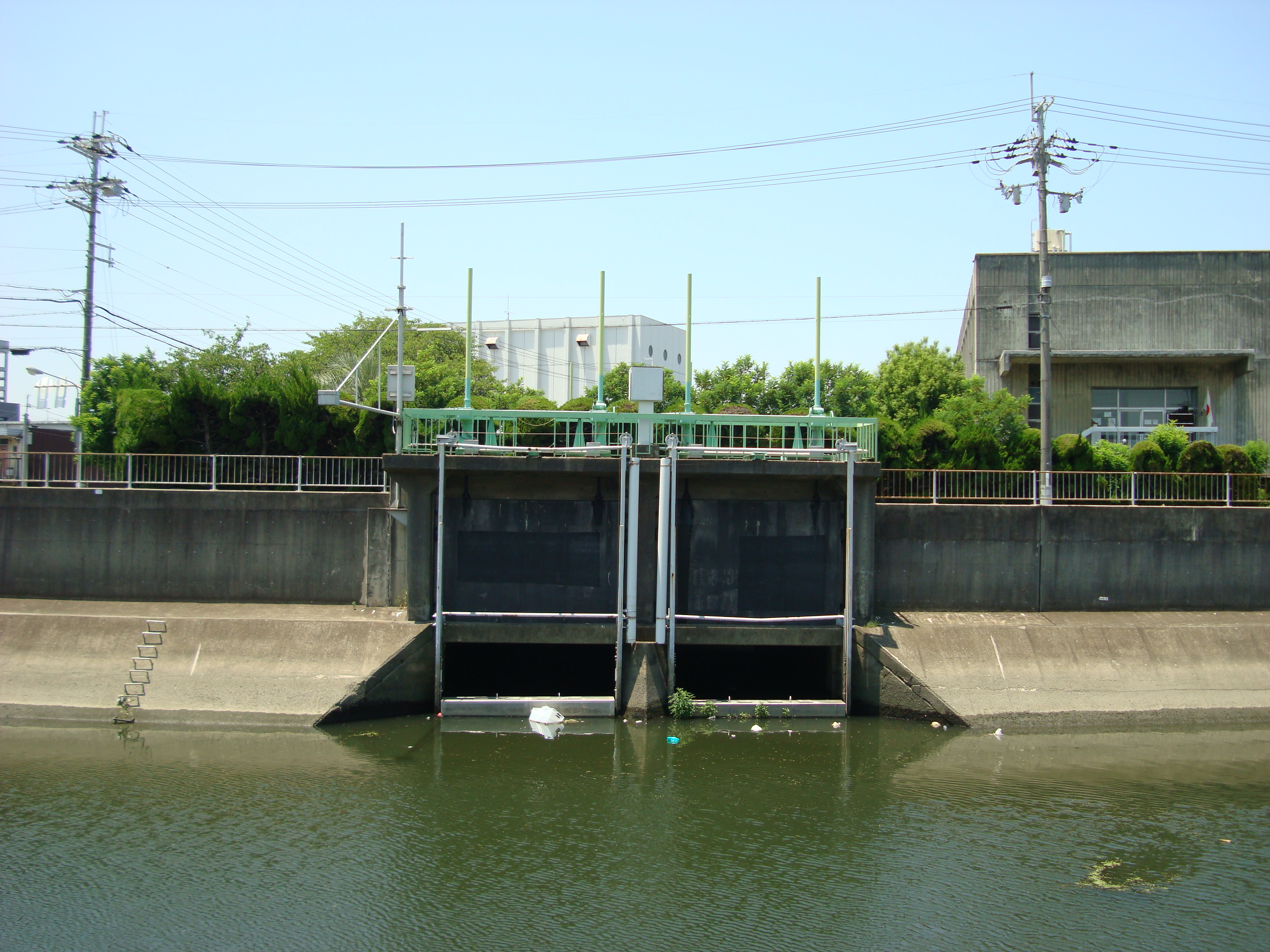
第二寝屋川川俣ポンプ場との合流口。
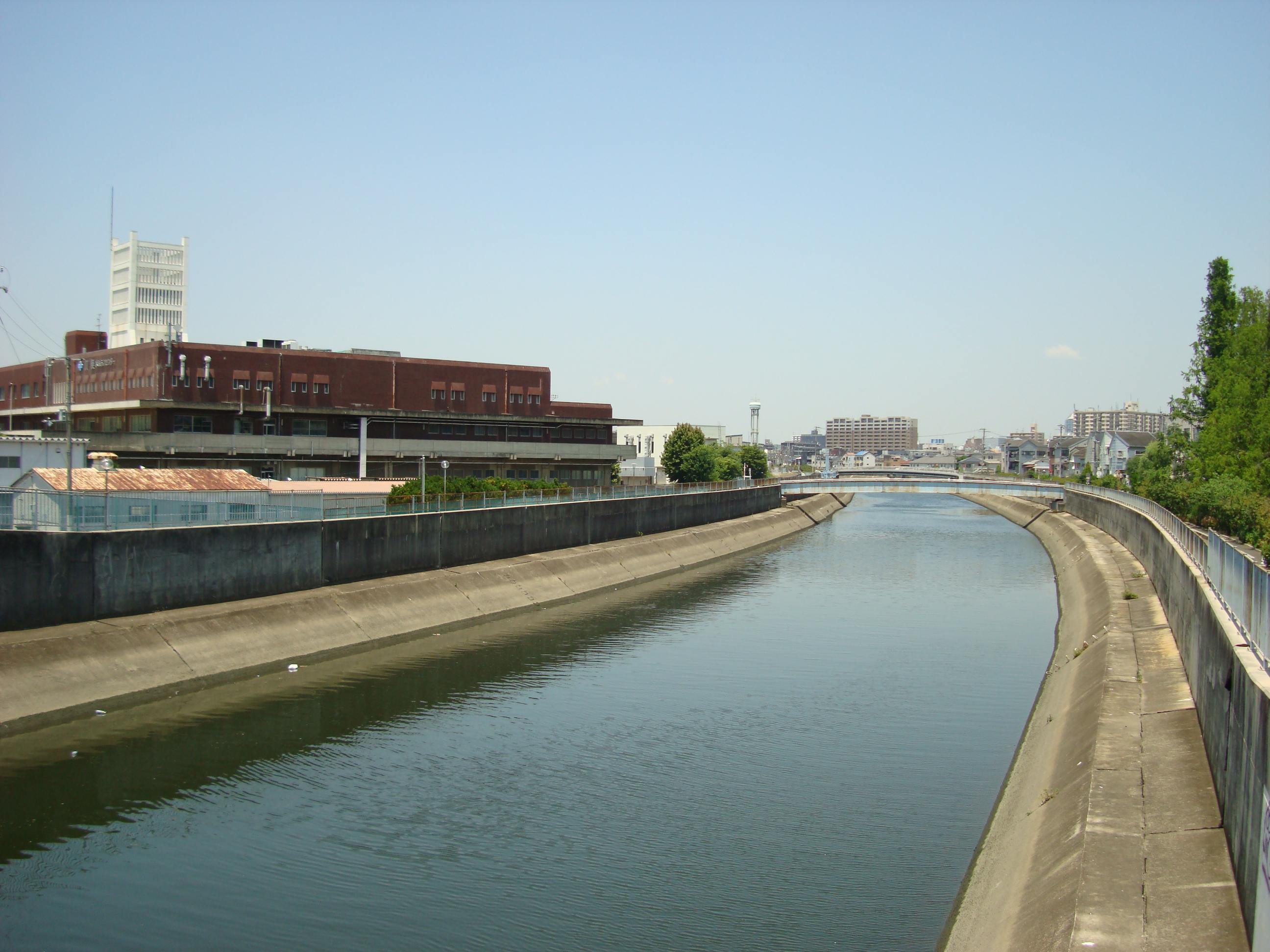
第二寝屋川川中大橋より下流を望む。見える橋は新楠根橋。左岸に見える建物は川俣水みらいセンター。
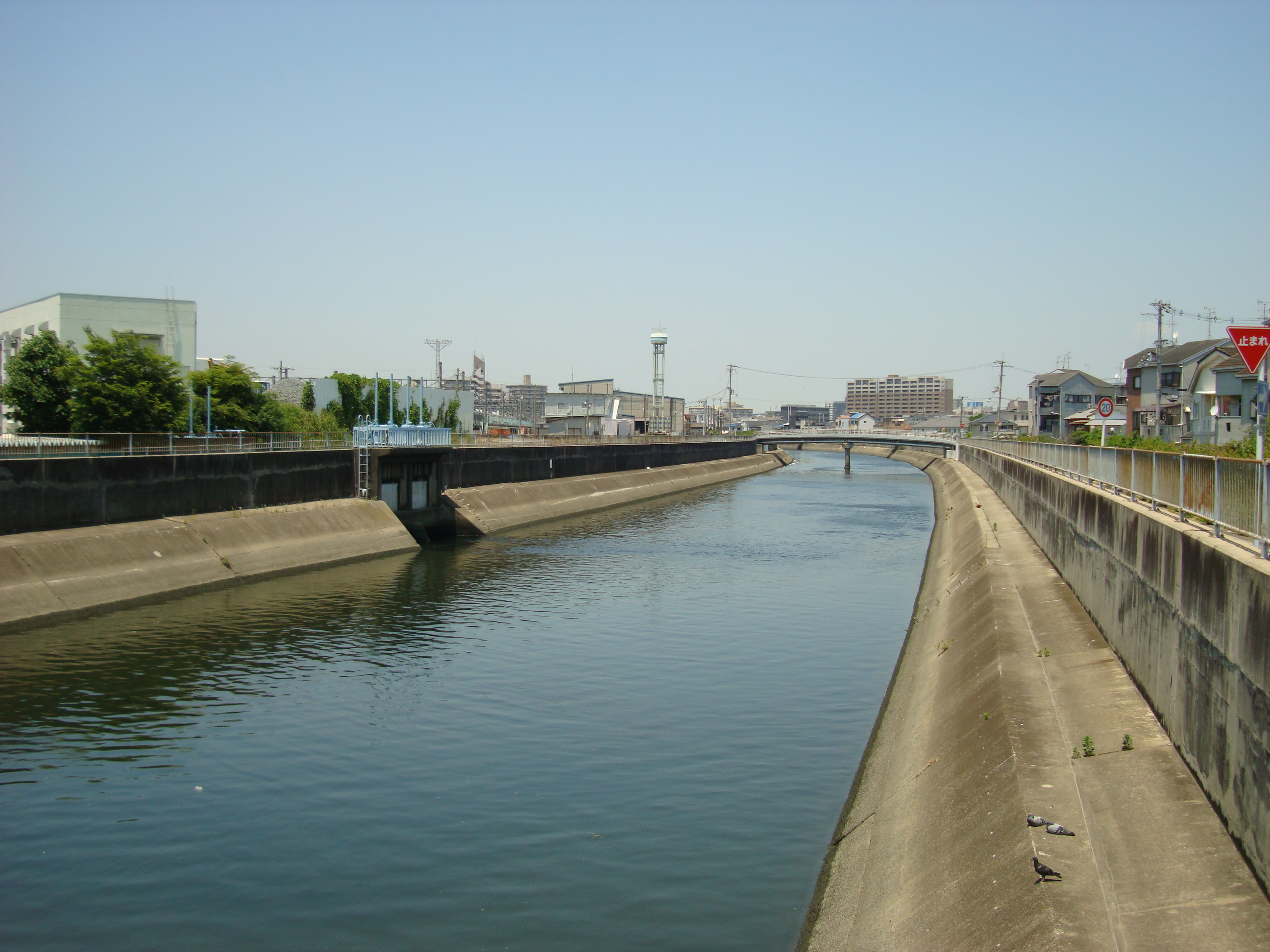
第二寝屋川新楠根橋より下流を望む。見える橋は丸屋大橋。左岸に見えるのは川俣水みらいセンターとの合流口。
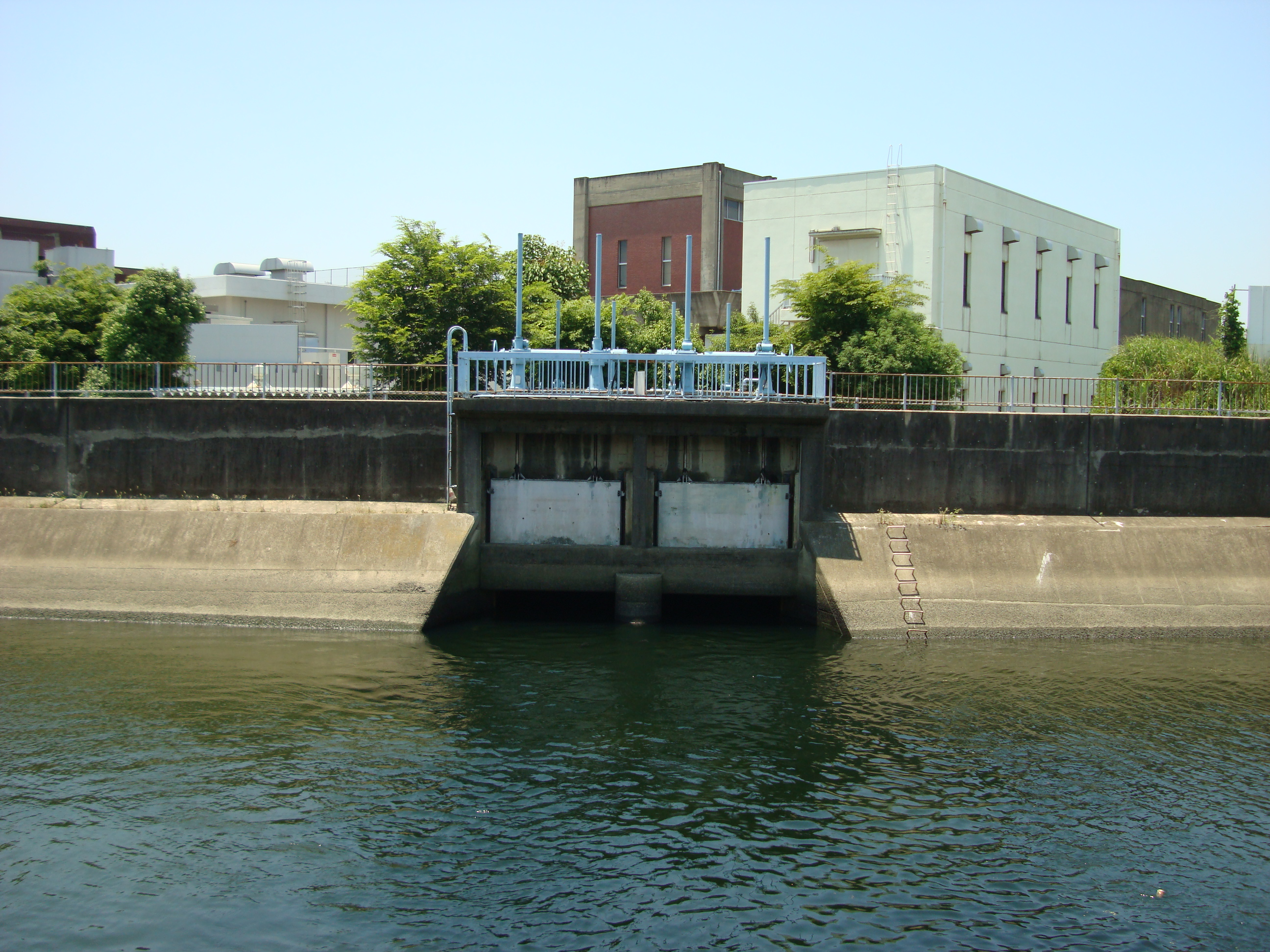
第二寝屋川川俣水みらいセンターとの合流口。
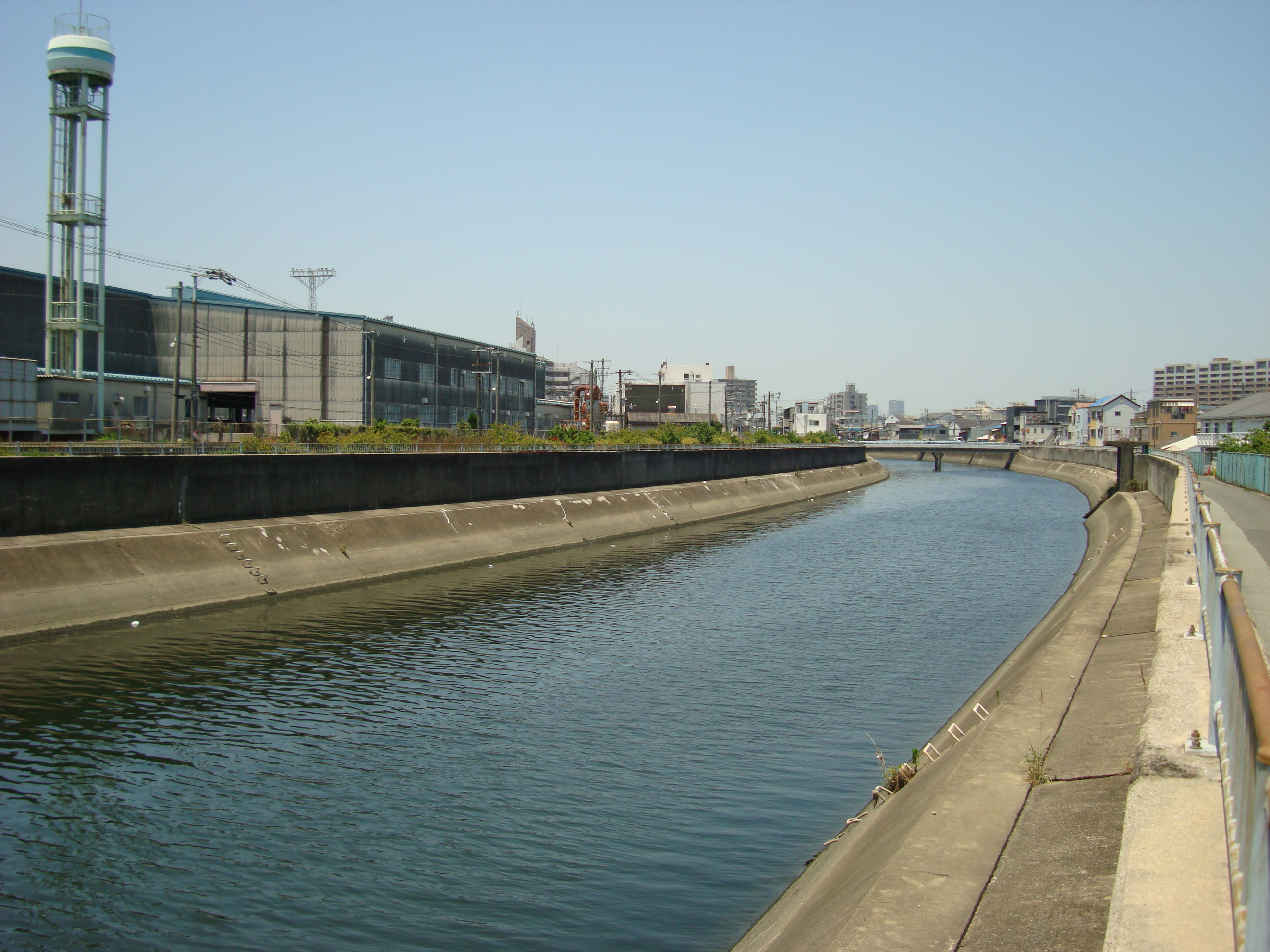
第二寝屋川丸屋大橋より下流を望む。見える橋は新金吾郎橋。
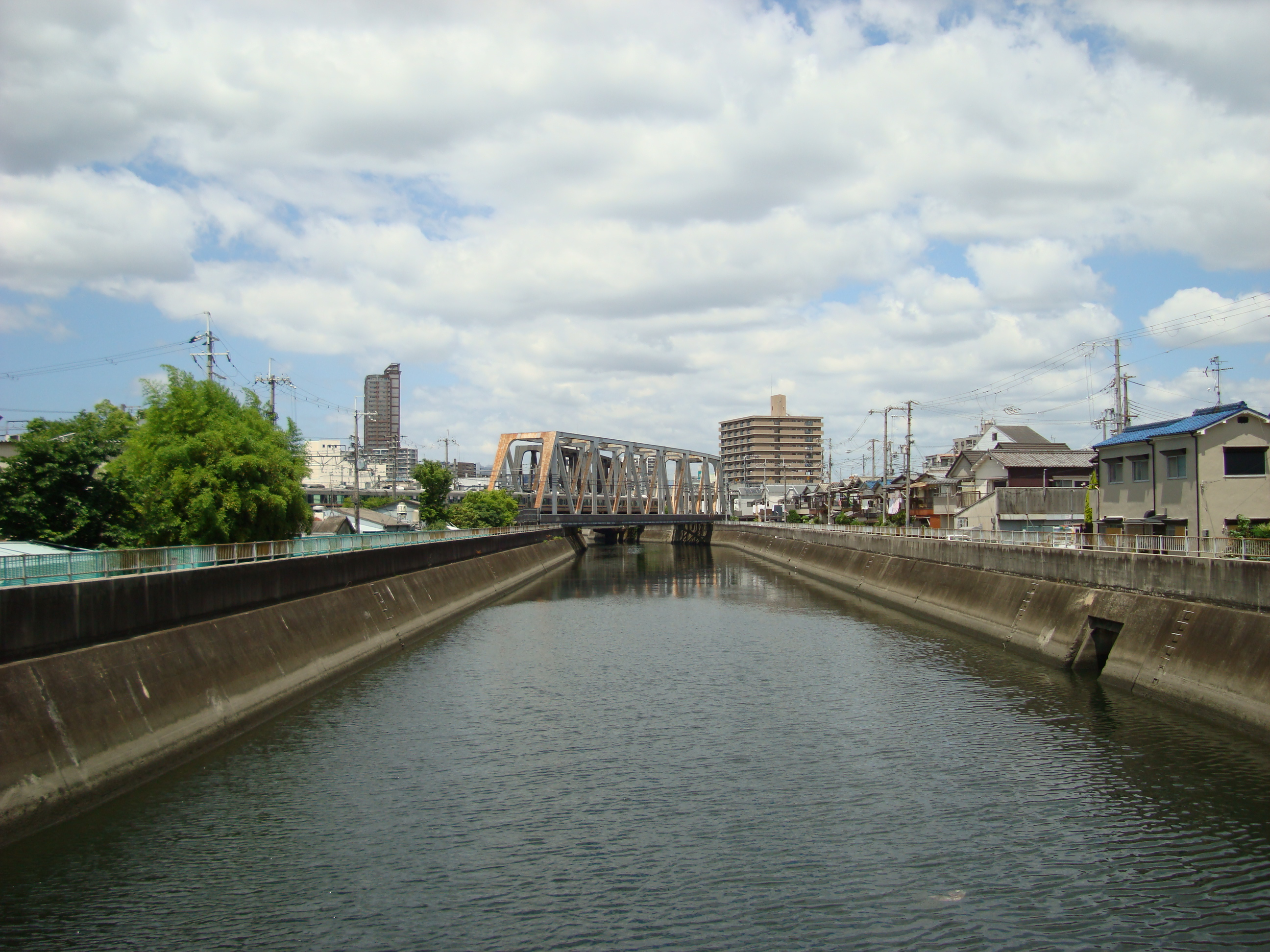
第二寝屋川新金吾郎橋より数十メートルほど下流の金吾郎橋より下流を望む。見える鉄橋は車両基地へ続くものとおおさか東線。
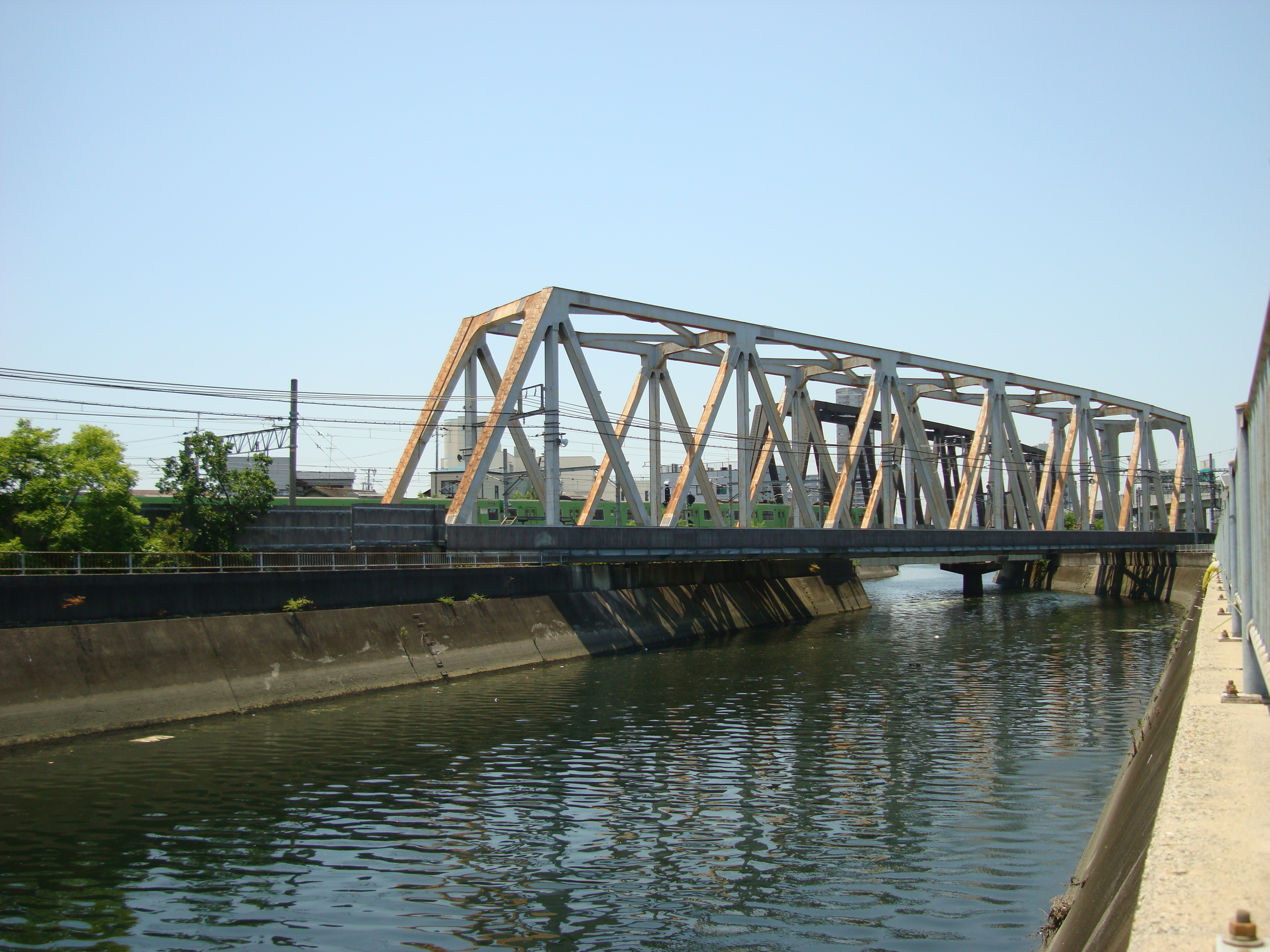
第二寝屋川放出駅近くの鉄橋を上流より望む。手前が車両基地へ続くもので奥（下流）がおおさか東線。
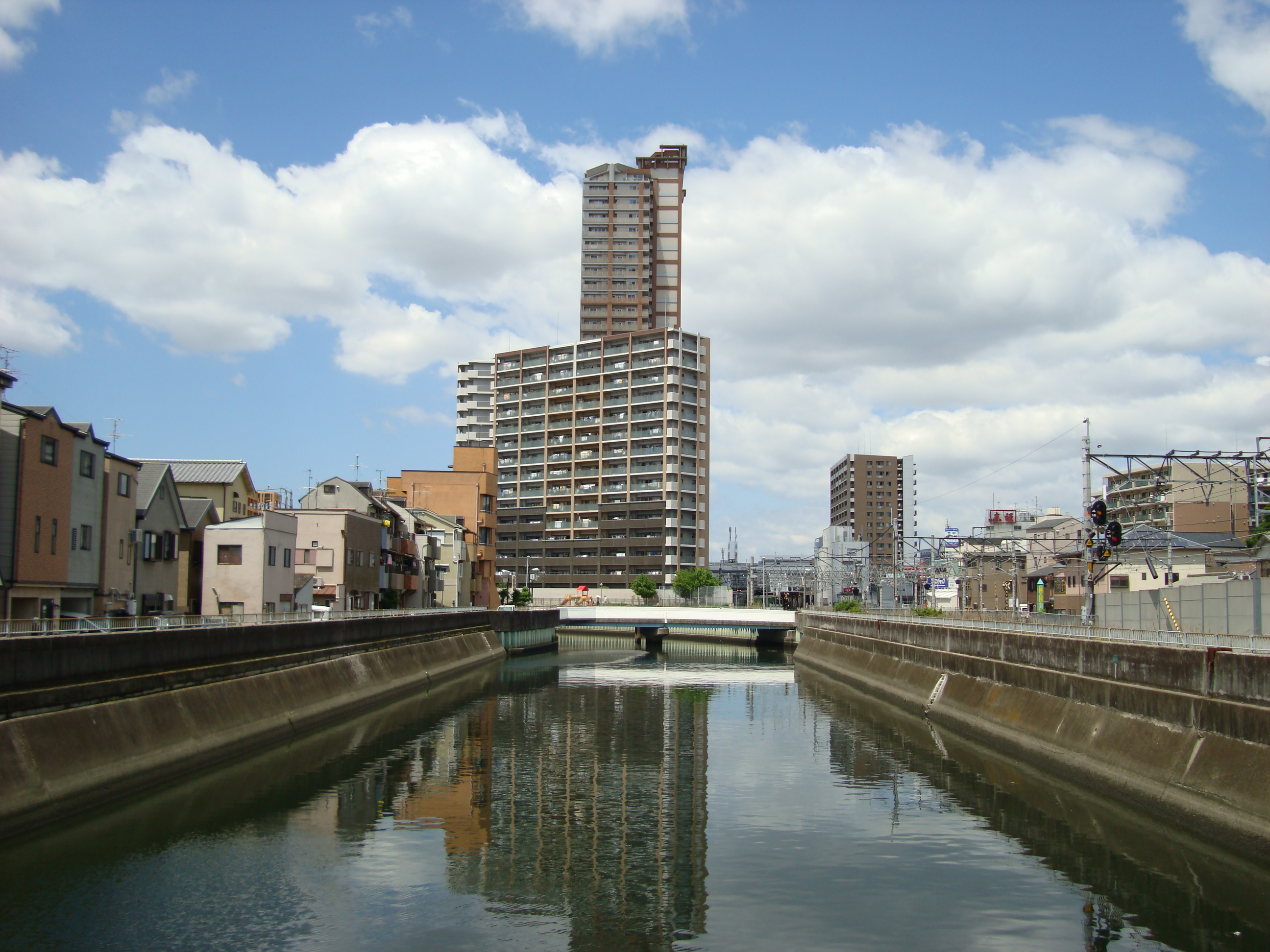
鉄橋から下流に行って最初の橋梁である昭明橋より下流を望む。見える橋は古大和橋。中央の高層マンションの右側ふもとにJR片町線放出駅がある。
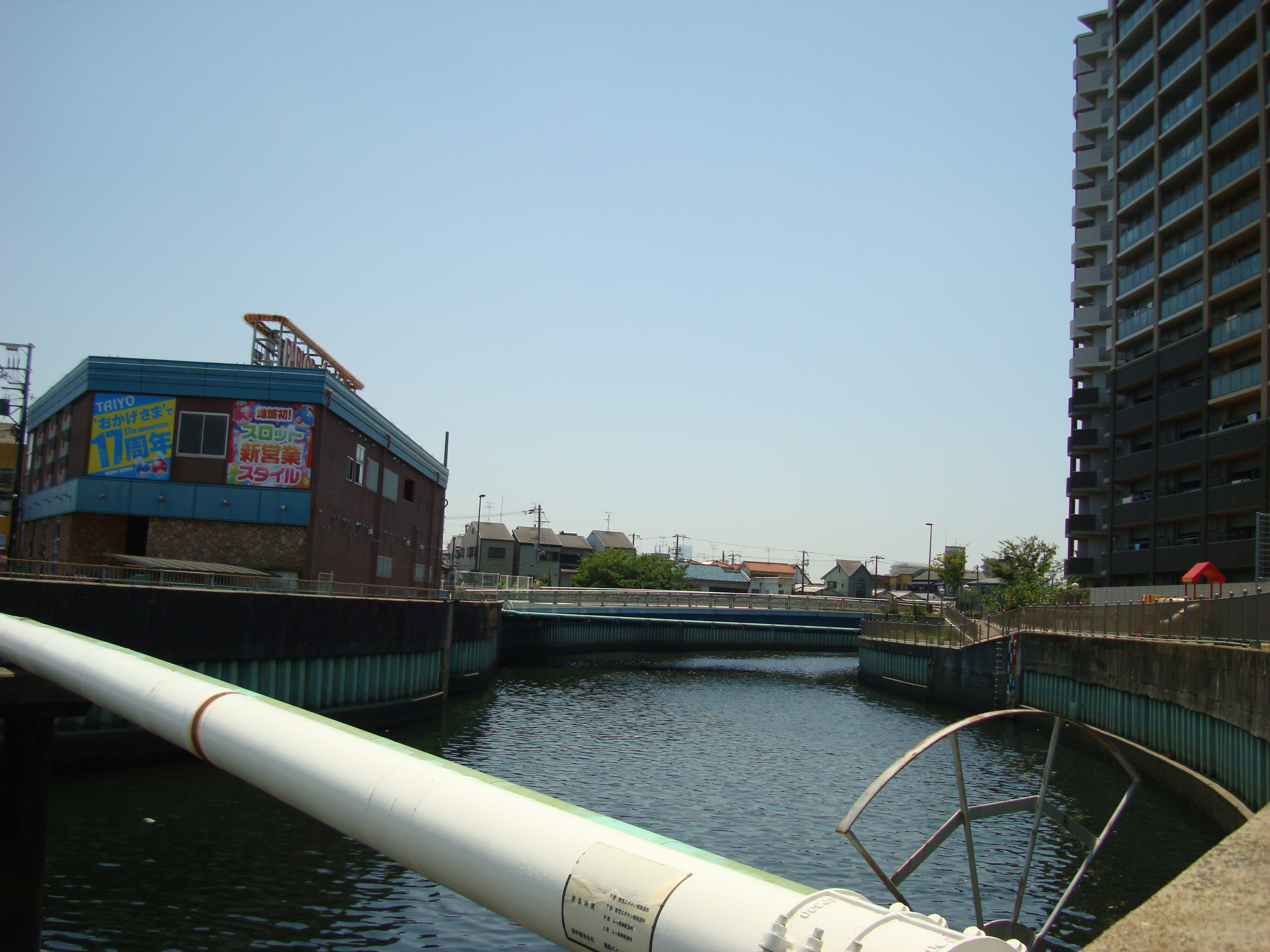
第二寝屋川古大和橋より下流を望む。見える橋は放出駅東橋。ここらへんは18世紀初頭まで新開池の中だった。
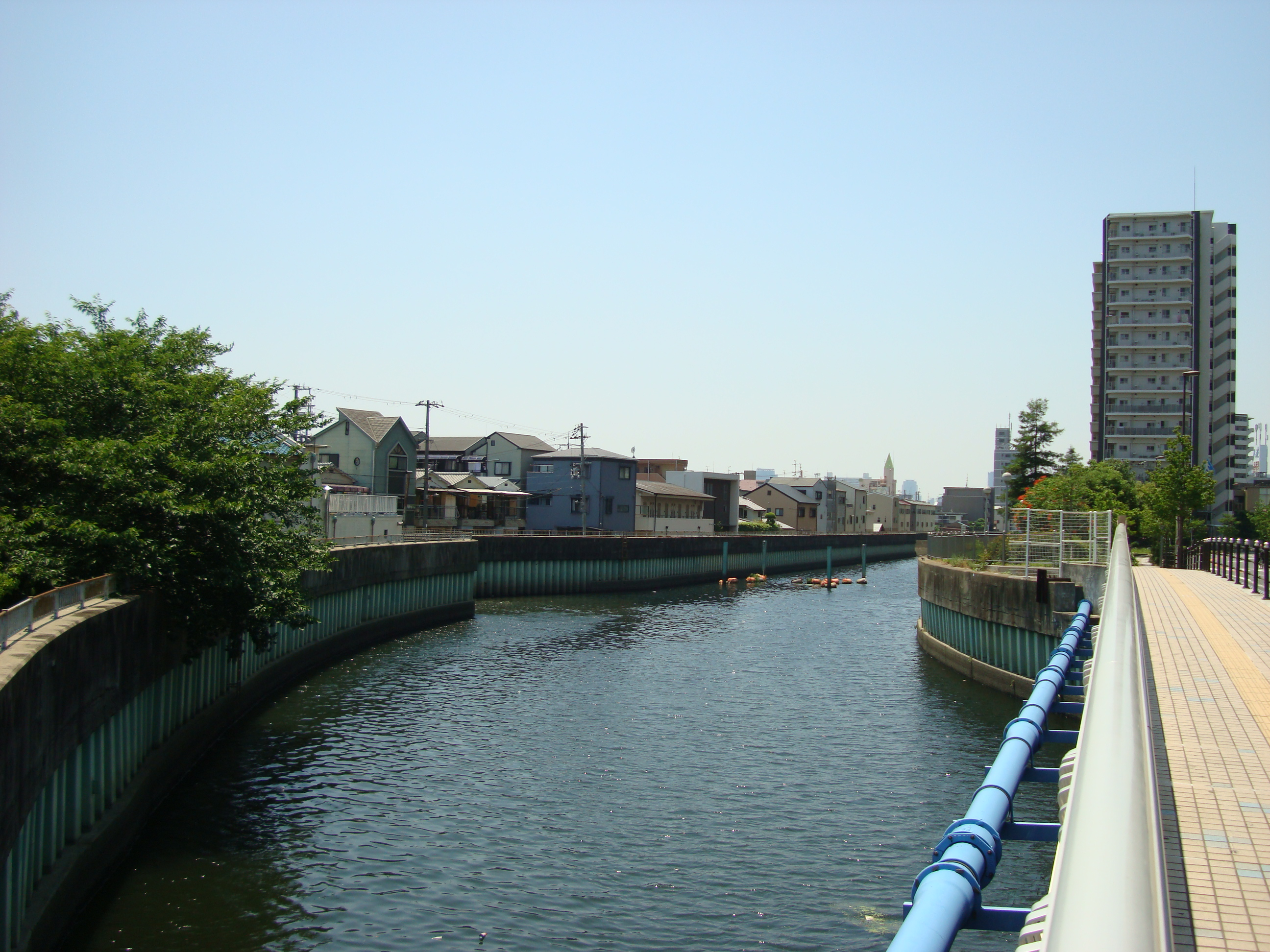
第二寝屋川放出駅東橋より下流を望む。左岸より長瀬川が合流してくる。
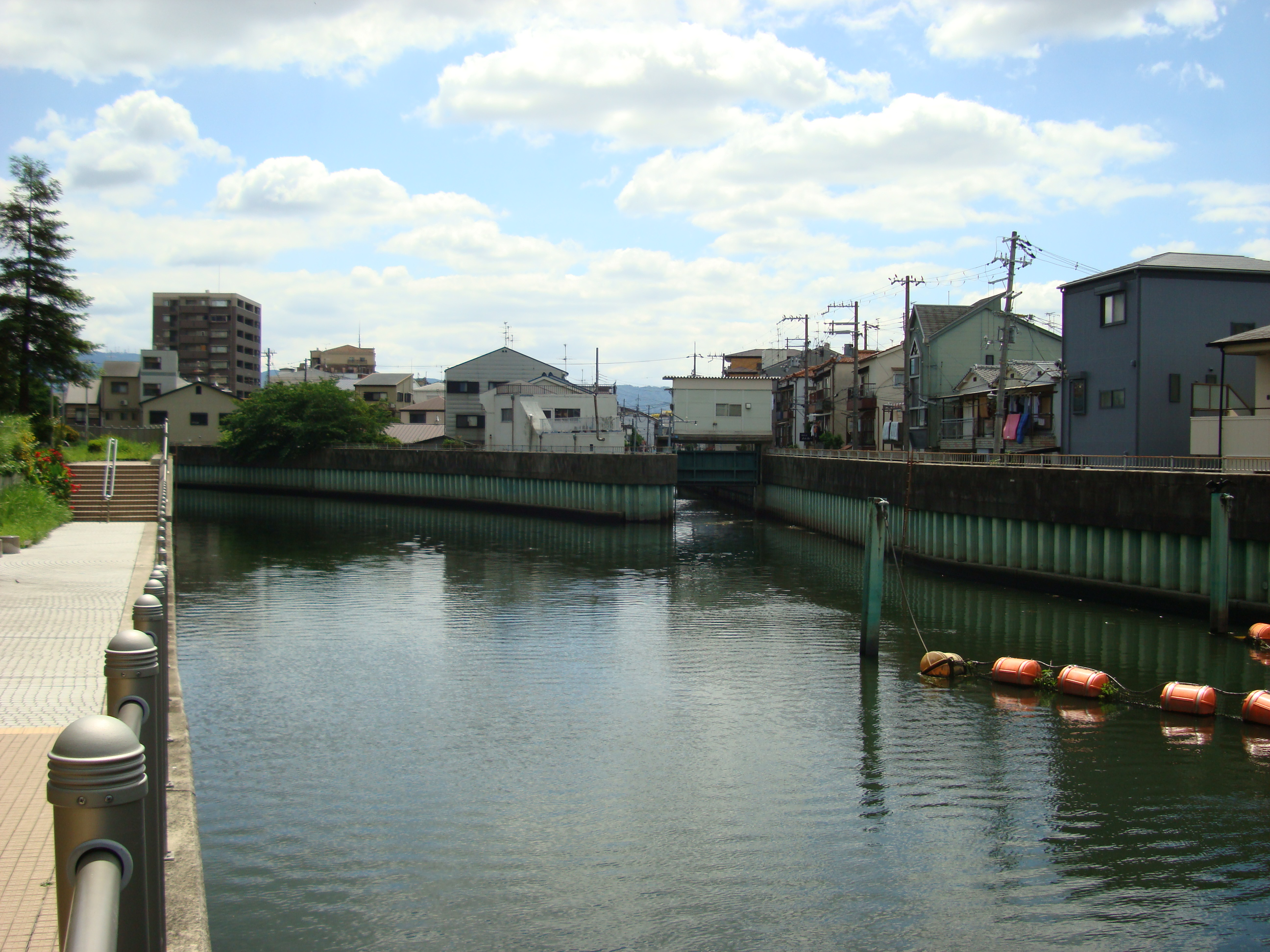
第二寝屋川と長瀬川の合流地点を下流より望む。